# Liste von Söhnen und Töchtern der Stadt Magdeburg

Wappen der Stadt Magdeburg

Die Liste enthält Personen, die in Magdeburg geboren sind. Ob die Stadt zu ihrem späteren Wirkungskreis gehört, ist dabei unerheblich. Die Liste erhebt keinen Anspruch auf Vollständigkeit. Andere Persönlichkeiten mit Magdeburger Bezug befinden sich in der Liste von Persönlichkeiten der Stadt Magdeburg.

## A
- Heinz Abosch (* 5. Januar 1918; † 1. März 1997 in Düsseldorf), Schriftsteller
- Jürgen Achtel (* 24. Dezember 1950), Fußballspieler
- Hannah Ackermann (* 27. Mai 1881; † 1962 in Trennfurt), Politikerin der DVP
- Elisabeth Adler (* 2. August 1926; † 15. Januar 1997 in Berlin), evangelische Pädagogin, Direktorin einer Evangelischen Akademie und Ökumeneaktivistin
- Anna Aeikens (* 15. August 1998), Politikerin (CDU), Mitglied des Deutschen Bundestages
- Max Albert (* 12. Januar 1905; † 1976), Schriftsteller
- Theodor Albert (* 28. Juni 1822; † 7. Dezember 1888 in Berlin), Landschaftsmaler und Lithograf
- Erich Albrecht (* 13. Oktober 1907; † 10. Dezember 1979 in Lawrence (Kansas)), US-amerikanischer Germanist und Hochschullehrer
- Gaby Albrecht (* 1. November 1956 als Gaby Müller), Sängerin (Eine handvoll Heimatland, Bleib so lieb, wie du bist, Bis wir uns wiedersehn)
- Hans Albrecht (* 31. März 1902; † 20. Januar 1961 in Kiel), Musikhistoriker und Hochschullehrer
- Jakob Alemann (* 12. Mai 1574; † 15. Dezember 1630 in Magdeburg), Kanzler und Jurist, Schwiegervater Otto von Guerickes
- Carl August Alsleben (* 5. Oktober 1770; † 6. Februar 1855 in Berlin), Jurist, Oberlandesgerichtsrat und Ehrenbürger von Berlin
- Anja Althaus (* 3. September 1982), Handballspielerin
- Gebhard Karl Ludolf von Alvensleben (* 31. August 1798; † 29. Dezember 1867 in Berlin), preußischer General, Mitglied des Preußischen Herrenhauses
- Johann Friedrich Karl von Alvensleben (* 26. Oktober 1714; † 16. Mai 1795 in Ham Common bei London), britischer und Hannoverscher Minister
- Eduard Aly (* 24. Dezember 1854; † 9. Dezember 1901 in Dresden), Jurist und Schriftsteller
- Max Amann (* 19. Januar 1905; † 24. Dezember 1945), Schwimmer und Wasserballspieler
- Rolf-Dieter Amend (* 21. März 1949; † 4. Januar 2022 in Potsdam), Kanute, Olympiasieger und Kanutrainer
- Ernst Anders (* 26. März 1845; † 1911 in Mölln), Porträt- und Genremaler
- Marguerite Andersen (* 15. Oktober 1924; † 1. Oktober 2022 in Toronto), deutsch-kanadische Feministin, Schriftstellerin, Essayistin und Dichterin
- Friedrich Andreae (* 12. Oktober 1879; † 17. Januar 1939 in Breslau), Historiker
- Wilhelm Andreae (* 8. April 1888; † 20. Mai 1962 in Gießen), Sozialökonom
- Nicole Anger (* 15. August 1976), Politikerin
- Eva von Angern (* 1. Dezember 1976), Politikerin
- Peter Arens (* 10. August 1933; † 16. Februar 1991), Rechtswissenschaftler
- Jost Friedrich von Arnstedt (* 29. Juli 1670; † 3. Oktober 1711), königlich-polnischer und kurfürstlich-sächsischer Generalmajor, wirklicher Geheimer Kriegsrat und Gesandter in Russland
- Karl Artelt (* 31. Dezember 1890 in Salbke; † 28. September 1981 in Halle an der Saale), Politiker
- Moritz Wilhelm von der Asseburg (* 31. März 1756; † 19. November 1811), preußischer Geheimer Kriegsrat und Bürgermeister
- Johann Christian Ferdinand Aßmann (* 8. Juni 1792; † 1. März 1845 in Magdeburg), evangelischer Theologe
- Richard Aßmann (* 13. April 1845; † 28. Mai 1918 in Gießen), Meteorologe
- Theodor Avé-Lallemant (* 2. Februar 1806; † 9. November 1890 in Hamburg), Musikkritiker und Musikschriftsteller

## B
- Bela Bach (* 30. September 1990), Politikerin (SPD)
- Björn Bach (* 21. Juni 1976), Kanute
- Heinrich Wilhelm Bachmann (genannt der Jüngere) (* 1737; † um 1776 in Sankt Petersburg), Kaufmann, Fabrikant und Kunstmäzen
- Friedrich Robert Emanuel Baensch (* 13. März 1857; † 11. September 1928 in Magdeburg), Verleger, Druckereibetreiber und Kommerzienrat
- Johannes Baensch-Drugulin (* 24. Juni 1858; † 10. September 1945 in Leipzig), Buchdruckerei- und Schriftgießereibesitzer, Vorsitzender des Deutschen Buchdruckervereins
- Holger Bahra (* 20. März 1958), Fußballtorwart und -trainer
- Reinhard Bake (* Mai 1587; † 19. Februar 1657 in Magdeburg), evangelischer Theologe und 1. Domprediger (1617–31 und 1640–47) am Magdeburger Dom
- Christin Balogh (* 6. November 1985), Schauspielerin
- Frank Baltrusch (* 21. März 1964), Schwimmsportler
- Karin Balzer geb. Richert (* 5. Juni 1938; † 17. Dezember 2019), Leichtathletin, Olympiasiegerin in Tokio 1964
- Antoinette Bamberger, geb. Sack (* 1732 oder 1733; † 29. Mai 1805), Schriftstellerin
- Johann Peter Bamberger (~ 6. April 1722; † 4. September 1804 in Potsdam), reformierter Geistlicher
- Heinrich Ludwig Banck (* 5. März 1826; † 19. Juni 1895), Bankier und Kaufmann
- Christoph Bandelow (* 18. Januar 1939; † 30. September 2011 in Witten), Mathematiker
- Bintia Bangura (* 28. Dezember 1978), Pop- und Soulsängerin
- Georg Barlösius (* 8. Juni 1864; † 10. Juli 1908 in Charlottenburg), Illustrator, Grafiker, Typograf, Lithograf und Maler
- Franz Jan Bartels (* 30. Juli 1894; † 9. Juli 1947), Maler und Grafiker
- Wilhelm Barth (* 1. Januar 1779; † 4. Januar 1852 in Rheinsberg/Mark), Architektur- und Landschaftsmaler
- Kay Barthel (* 3. Januar 1971), Landtagsabgeordneter (CDU)
- Walter Basan (* 10. August 1920 in Beyendorf; † 14. Februar 1999 in Magdeburg), Schriftsteller
- Barbara Baum (* 7. Mai 1944; † 15. April 2023 in Berlin), Kostümbildnerin
- Johann Christoph Friedrich Baumgarten (* 8. September 1773; † 16. Juli 1847 in Magdeburg), Pädagoge und Schulbuchautor
- Philipp Oliver Baumgarten (* 1988), Schauspieler
- Walther Beck (* 10. Juni 1890; † 29. Juni 1966 in Kassel), Dirigent
- Jürgen Beckelmann (* 30. Januar 1933; † 31. Juli 2007 in Berlin), Journalist und Schriftsteller
- Erwin Willy Becker (* 24. August 1920; † 19. Mai 2011 in Karlsruhe), Physiker und Hochschullehrer, geboren im Dorf Groß Ottersleben
- Heinz Becker (* 4. März 1948; † 6. September 2014 in Göttingen), Chirurg und Hochschullehrer
- Paul Beckers (* 1. November 1878; † 27. April 1965 in Leipzig), Komiker und Schauspieler
- Jana Beckmann (* 2. Mai 1983), Sportschützin
- Adolf Behne (* 13. Juli 1885; † 22. August 1948 in Berlin), Architekt, Architekturpublizist, Kunstpolitiker und Wissenschaftler
- Günter Behne (* 19. Oktober 1932; † unbekannt), Fußballspieler
- Kathleen Behnke (* 22. Februar 1965), Politikerin
- Kurt Behrens (* 26. November 1884; † 5. Februar 1928 in Berlin), Turmspringer
- Emil Benecke (* 4. Oktober 1898; † 12. August 1945 in Riga), Schwimmer und Wasserballspieler
- Günter Benecke (* 26. November 1923), Architekt
- Achim Benning (* 20. Januar 1935; † 30. Januar 2024 in Wien), Theaterregisseur und Burgtheaterdirektor (1976–1986)
- Gunnar Berg (* 29. März 1940), Physiker
- Karoline Friederike von Berg, geborene von Haeseler (* 19. Oktober 1760; † 15. November 1826 in Teplitz), Hofdame und Vertraute der Königin Luise von Preußen
- Anne-Kathrin Berger (* 1943), Journalistin
- Thomas Berger (* 2. Februar 1952), Autor
- Wolfgang Berkefeld (* 14. Februar 1910; † 1972 in Hamburg), Wissenschaftspublizist
- Harro Bernardelli (* 26. Januar 1906; † 30. Juni 1981 in Auckland), neuseeländischer Ökonom deutscher Herkunft
- Hagen Bernutz (* 3. November 1968), Radrennfahrer
- Heiner Bertram (* 25. Juli 1940), Kaufmann und Fußballfunktionär
- René Bertram (* 21. Juli 1981), Skullruderer
- Uwe Bertram (* 26. November 1962; † 10. November 2022 in Rosenheim), Theaterschauspieler, -regisseur und -leiter
- Georg Bessell (* 27. September 1891; † 13. September 1976 in Bremen), Gymnasiallehrer und Historiker
- Herbert Besser (* 27. Mai 1882; † 1939 in Berlin), preußischer Verwaltungsbeamter und vertretungsweise Landrat
- Wilhelm Heinrich von Besser (* 1. Juni 1771; † 9. April 1829 in Riesenburg), preußischer Oberst und Kommandeur des Kürassierregiment Nr. 8
- Eberhard Gilbert Bethge (* 23. November 1916; † 15. Oktober 2006 in Lübeck), Schriftsteller
- Ernst Heinrich Bethge (* 12. Oktober 1878; † 10. November 1944 im KZ Sachsenhausen), Pädagoge und Schriftsteller
- Bruno Beye (* 4. April 1895; † 4. Juni 1976 in Magdeburg), Maler und Graphiker
- Karl-Martin Beyse (* 7. November 1934; † 29. Dezember 2020 in Halle (Saale)), evangelischer Theologe, Hebraist
- Friedrich Bickelhaupt (* 1. Februar 1932; † 30. Dezember 2013), Chemiker und Hochschullehrer
- Arno Bieberstein (* 23. Oktober 1883; † 17. Mai 1918 in Magdeburg), Schwimmer
- Karlheinz Biederbick (* 13. Juni 1934), Bildhauer
- Erich Bientz (* 25. September 1874; † 10. Januar 1950 in Berlin-Adlershof), Architekt
- Friedrich Wilhelm Bierling (* 22. März 1676; † 25. Juli 1728 in Rinteln), lutherischer Theologe und kritischer Historiker
- Achatz von Bismarck (* 14. Januar 1833; † 29. Mai 1874 in Guhlsdorf), Jurist, Landrat des Kreises Ostprignitz
- Ludolf von Bismarck (* 2. Oktober 1834; † 17. Dezember 1924 in Briest), Politiker und Landeshauptmann des Kreises Stendal
- Juliane Blank (* 6. November 1981), Germanistin
- Peter Blaser (* 22. Januar 1941), Sportwissenschaftler und Hochschullehrer
- Bernhard Blencke (* 11. Mai 1903; † 22. Oktober 1979 in Möser), Orthopäde
- Thilo Blick (* 29. August 1895; † 12. Juli 1973 in Ilsenburg), Arzt
- Bernd Blobel (* 1. Oktober 1947), Professor für Medizinische Informatik
- Hans-Peter Blume (* 18. April 1933), Bodenkundler
- Erich Bock (* 11. Oktober 1907; † 22. Dezember 1994 in Gießen), Sanitätsoffizier
- Hans Bodenstedt (* 25. Oktober 1887; † 10. Dezember 1958 in Feldafing, Bayern) Rundfunkpionier
- Max Bodenstein (* 15. Juli 1871; † 3. September 1942 in Berlin), Physikochemiker, Begründer der chemischen Kinetik
- Gottfried Andreas Böckelmann (* 19. April 1802 in Salbke; † 13. September 1870 in Klein Ottersleben), Fabrikant und Rittergutsbesitzer
- Ernst Böhme (* 23. Januar 1892; † 21. Juli 1968 in Braunschweig), Jurist, Politiker und Oberbürgermeister der Stadt Braunschweig
- Hans-Joachim Böhme (* 10. Januar 1909; † 31. Mai 1968), Regierungsrat, SS-Standartenführer und Kriegsverbrecher
- Jessica Boehrs (* 5. März 1980), Sängerin (Novaspace), Fernsehmoderatorin und Schauspielerin
- Fritze Bollmann (* 5. Januar 1852 in Salbke bei Magdeburg; † 7. Mai 1901 in Brandenburg/Havel), Frisör, der in Brandenburg an der Havel unfreiwillig zum deutschlandweit bekannten Original gemacht wurde
- Ferdinand Wilhelm Franz Bolstern von Boltenstern (* 23. Februar 1786; † 3. Januar 1814 vor Köln-Mülheim), ein preußischer Offizier der Befreiungskriege, der bei Kämpfen um Köln fiel
- Paula Bonte (* 15. April 1840; † 21. September 1902 in Berlin), Landschaftsmalerin
- Rolf Borrmann (* 23. Juli 1928; † 19. Dezember 2007 in Berlin), Pädagoge, Sexualaufklärer und Sportfunktionär
- Wolfgang Bothe (* 9. Januar 1952; † 11. Mai 1980 in Halberstadt), Todesopfer an der innerdeutschen Grenze
- Manfred Richard Böttcher (* 2. Juli 1939; † 2008 in Oebisfelde), Maler und Grafiker
- Ronald Böttcher (* 1928; † 20. Juni 2014 in Berlin), Diplomat, erster Botschafter der DDR in Libyen (1973–1975)
- Friedrich Bötticher (* 24. Januar 1826; † 19. Januar 1895 in Berlin), Oberbürgermeister von Magdeburg und Geheimer Regierungsrat
- Lothar Bortenreuter (8. März 1927; † 9. Februar 1989 in Gera), Architekt und Stadtplaner in der DDR
- Denise la Bouche, bürgerlich Denise Pflug (* 1981), Pornodarstellerin
- Rolf Bräuer (* 30. Dezember 1933; † 10. Februar 2017), Literaturwissenschaftler, Mediävist und Übersetzer
- Dora Brandenburg-Polster (* 9. August 1884; † 18. März 1958 in Böbing), Illustratorin, Malerin und Grafikerin
- Ernst Brandt (* 19. November 1896; † 17. Dezember 1956 in Magdeburg), KPD-Funktionär und Minister für Land- und Forstwirtschaft in Sachsen-Anhalt
- Hans Kurt Brandt (* 21. Mai 1911; † unbekannt), Ordinarius für Neuere Rechtsgeschichte, Bürgerliches Recht und Zivilprozessrecht in Kiel
- Veronika Brandt (* 26. Februar 1957), Landtagsabgeordnete (DVU)
- Volkmar Brandt (* 1938), Gebrauchsgrafiker und Typograf
- Johanna Braun (* 7. Mai 1929; † 24. Oktober 2008 in Schwerin), Schriftstellerin
- Waltraud Braun (* 5. November 1918; † 1987), Dermatologin und Hochschullehrerin
- Wolfgang Braun (* 27. Juli 1939; † 19. Mai 2016 in Magdeburg), Jurist und Politiker
- Gustav Breddin (* 25. Februar 1864; † 22. Dezember 1909 in Oschersleben), Schulleiter und Entomologe
- Undine Bremer (* 30. Juni 1961), Leichtathletin
- Wolf Dieter Brennecke (* 28. September 1922; † 3. Juni 2002 in Thale), Schriftsteller
- Gertrud von Brockdorff (* 9. Juni 1893; † 5. September 1961 in Dörnick), Schriftstellerin
- Klaus Brökel (* 1. September 1951), Ingenieur und Professor
- Bärbel Broschat (* 2. November 1957), Leichtathletin
- Gustav Brummert (* 4. März 1893; † 18. September 1967 in Magdeburg), Radrennfahrer
- Willi Brundert (* 12. Juni 1912; † 7. Mai 1970 in Frankfurt am Main), Politiker (SPD), Widerstandskämpfer und Oberbürgermeister von Frankfurt am Main 1964–70
- Werner Bruschke (* 18. August 1898; † 17. Februar 1995 in Halle (Saale)), Politiker (SED), Ministerpräsident von Anhalt 1949–52
- Friedrich Adolph Brüggemann (* 17. April 1797, † 10. August 1878 in Aachen), Generaldirektor der Aachener Feuerversicherungsgesellschaft (Vorläuferorganisation der AachenMünchener) sowie Gründer der Aachener Rückversicherungsgesellschaft
- Ingelore Buchholz (* 26. Oktober 1936; † 21. Juli 2006 in Magdeburg), langjährige Leiterin des Stadtarchivs Magdeburg und Autorin einer Vielzahl regionalgeschichtlicher Beiträge
- Johanne Büchting (* 1. April 1924; † 4. Januar 2019 in Einbeck), ehrenamtlich Engagierte und Spendensammlerin
- Karl Büchting (* 3. August 1887; † 29. August 1982), Unternehmer
- Katrin Budde (* 13. April 1965), Politikerin (SPD)
- Paul Budin (* 4. Dezember 1892, † unbekannt), Generaldirektor der HASAG in Leipzig
- Herbert Buhtz (* 12. April 1911; † 7. Juni 2006 in Berlin), Rudersportler und Zahnarzt, Olympiazweiter im Doppelzweier 1932
- Horst Buhtz (* 21. September 1923; † 22. März 2015 in Langenfeld), Fußballspieler und -trainer, zweiter deutscher Italien-Profi
- Vincent Bülow (* 10. August 1995), Handballspieler
- Mercedes Bunz (* 16. November 1971), Kulturwissenschaftlerin und Journalistin
- Stefan Bürger (* 1970), Kunsthistoriker und Bauforscher
- Friedrich August Burgmüller (* 3. Mai 1760; † 21. August 1824 in Düsseldorf), Pianist, Kapellmeister und Dirigent sowie erster städtischer Musikdirektor in Düsseldorf und Mitbegründer der Niederrheinischen Musikfeste
- Ulrich Burgstaller (* 27. November 1894; † 2. August 1935 in Lübeck), evangelischer Pastor und Mitglied des Lübecker Senats
- Ulrich Busch (* 22. Januar 1951), Finanzwissenschaftler, Universitätsdozent und Publizist
- Erwin Ritter von Busse (* 12. Januar 1885; † 10. April 1939 in São Paulo), Maler und Theaterregisseur, der als Schriftsteller das Pseudonym Granand verwendet hat
- Henry Busse Sr. (* 19. Mai 1894; † 23. April 1955 in Memphis, Tennessee), US-amerikanischer Jazz-Trompeter, Komponist und Bandleader

## C
- Carl Philipp Cassel (* 1. April 1742 oder 1744; † 25. Februar 1807 in Bremen), Kapitän, Kaufmann, Reeder und Konsul, Pionier des Bremer Ostasien-Handels
- Johann Hieronymus Chemnitz (* 10. Oktober 1730; † 12. Oktober 1800 in Kopenhagen), Theologe und Naturforscher
- Christian Karl von Schleswig-Holstein-Sonderburg-Plön-Norburg (* 20. August 1674; † 23. Mai 1706 in Sonderburg), brandenburg-preußischer Offizier
- Johann Kaspar Coqui (* 4. Januar 1747; † 10. Juni 1824 in Magdeburg), Fabrikant und Magdeburger Kommunalpolitiker
- Otto Cordes (* 31. August 1905; † 24. Dezember 1970 in São Paulo), Schwimmer und Wasserballspieler
- Peter Cornehl (1936–2022), lutherischer Theologe
- Steffen Coßbau (* 1. Januar 1988), Handballspieler
- Andreas Cramer (* vor 1620; † 11. Dezember 1679 in Schleswig), Politiker, schleswig-holsteinisch-gottorfischer Staatsmann
- Evelyn Cron (* 1940), Schauspielerin
- Christoph von Cuny (* 21. Dezember 1779; † 6. Dezember 1848 in Kleve), Verwaltungsbeamter und Regierungspräsident in Aachen
- Bernhard Czogalla (* 2. Juni 1942; † 19. August 2024), Politiker, Bürgermeister von Magdeburg

## D
- Hans Danckwortt (* 26. März 1875; † 6. Dezember 1959 in Halle (Saale)), Staatsanwalt und Richter
- Albert Dankert (* 8. März 1877 in Ottersleben; † 29. November 1933 in Magdeburg), Arbeitersportler
- Berthold Daun (* 29. Februar 1872; † nach 1934), Kunsthistoriker
- Adelbert Delbrück (* 16. Januar 1822; † 26. Mai 1890 in Kreuzlingen), Unternehmer
- Friedrich Delbrück (* 22. August 1768; † 4. Juli 1830 in Zeitz), Theologe und Erzieher
- Johann Friedrich Ferdinand Delbrück (* 12. April 1772; † 25. Januar 1848 in Bonn) Philosoph und Rhetoriker
- Marco Delonge (* 16. Juni 1966), Leichtathlet
- Johannes Denecke (* 29. Juni 1884; † 1. Juni 1974 in Kassel), Reichsgerichtsrat, Richter am Bundesarbeitsgericht
- Günther Deneke (* 13. September 1882; † 1944 in Köslin), Kunsthistoriker und Archivar
- Marlies Deneke (* 23. Dezember 1953), Politikerin
- Adolf Diekmann (* 18. Dezember 1914; † 29. Juni 1944 in der Normandie), SS-Sturmbannführer und Befehlshaber beim Massaker von Oradour
- Bernhard Diestelkamp (* 6. Juli 1929; † 17. Juni 2025), Rechtshistoriker
- Ewald Dietrich (* 3. Mai 1881; † nach 1950), Kaufmann und Politiker
- Carl Dietz (1804; 5. Dezember 1867 in Prag), Schauspieler
- Hugo Dinckelberg (* 20. Januar 1846; † nach 1916), Hofbeamter im Fürstentum Schwarzburg-Sondershausen, Dichter und Schriftsteller
- Kurt Dittmar (* 5. Januar 1891; † 26. April 1959 in Holzminden), Offizier, Generalleutnant und Rundfunkkommentator im Zweiten Weltkrieg
- Lothar Dittrich (* 20. April 1932; † 6. August 2021 in Hannover), Zoologe, Hochschullehrer und Zoodirektor
- Paul Dobe (* 13. Oktober 1880, † 3. Dezember 1965 in Weimar), Pflanzenfotograf, Maler und Zeichner
- Winfried Döbertin (* 28. November 1932, † 17. Mai 2016 in Hamburg), Historiker, Politologe und Pädagoge
- Adolph Doebber (* 20. August 1848, † 22. April 1920 in Weimar), Architekt, Baubeamter und Architekturhistoriker
- Georg Philipp Dohlhoff (* 16. Februar 1734, † 22. April 1794 in Magdeburg), Apotheker, Bürgermeister der Pfälzer Kolonie von Magdeburg
- Béatrice Dömeland (* 4. August 1973), Volleyballspielerin
- Annette Dorgerloh (* 1961), Kunsthistorikerin
- Friedrich Dorguth (* 1. Dezember 1776; † 10. Oktober 1854 in Magdeburg), Jurist und Philosoph
- Hans-Jürgen Döring (* 3. Juni 1951; † 29. April 2017), Politiker (SPD) und von 1990 bis 2014 Mitglied des Thüringer Landtags
- C. von Dornau (* 12. August 1886; † 1. Mai 1945 in Gotha), Schriftstellerin
- Olaf Dörner (* 1969), Erziehungswissenschaftler
- Carsten Drebenstedt (* 1959), Professor für Bergwissenschaft
- Gottfried Drenckmann (* 21. Januar 1889; † 30. August 1977 in Düsseldorf), Mühlenbesitzer, Unternehmer und Stadtrat in Magdeburg
- Max Dungert (* 3. September 1896; † Mai 1945 in Berlin), Maler und Grafiker
- Gerhard von Düsterlho (* 13. März 1910; † 13. Februar 1973), Ruderer und Arzt
- Bernd Duvigneau (* 3. Dezember 1955), Kanute, Olympiasieger 1980 mit dem Vierer-Kajak

## E
- Helmuth Ebbs (* 30. Oktober 1894; † 28. Mai 1970 in Wuppertal), Schauspieler, Theaterregisseur und -intendant
- Walter Ebeling (* 11. März 1908; † 25. September 1988 in Halberstadt), Maler und Grafiker
- Götz Eberle (* 28. November 1941), Flottenadmiral
- Astrid Eberlein (* 1935; † 18. Mai 2010 in Magdeburg), Pädagogin und Bibliothekarin
- Margot Ebert (* 8. Juni 1926; † 26. Juni 2009 in Berlin), Schauspielerin, Moderatorin, Tänzerin, Entertainerin und Schriftstellerin
- Hans Eckardt (* 9. November 1905; † 26. Februar 1969 in Berlin), Kunsthistoriker und Japanologe
- Janett Eger (* 2. Januar 1985), Journalistin und Moderatorin
- Christian Friedrich Ehrlich (* 7. Mai 1808; † 31. Mai 1887 in Magdeburg), Komponist, Musikpädagoge und Pianist
- Vito von Eichborn (* 7. Dezember 1943; † 6. März 2023 in Malente), Verleger
- Anja Elkoff (* 7. Januar 1914; † 9. Oktober 1992 in Fürth), Sängerin und Schauspielerin
- Sebastian Ellrich (* 1984), Bühnen- und Kostümbildner und Modedesigner
- Erika Emmerich (* 4. Mai 1934; 24. März 2022), Juristin und Managerin
- Martin Emmrich (* 17. Dezember 1984), Tennisspieler
- Carl Engel (* 2. Oktober 1895; † 25. Januar 1947 im Speziallager Fünfeichen), Rektor der Universität Greifswald (1942–1945)
- Hans Engel (* 17. November 1887; † April 1945), Jagdpilot im Ersten Weltkrieg, Staatssekretär in der Zeit des Nationalsozialismus
- Hannelore Erle (* 9. Januar 1934; † 1. Januar 1996 in Berlin), Schauspielerin, Kabarettistin und Tänzerin
- Jürgen Eschert (* 24. August 1941), Kanute, Olympiasieger 1964, Trainer und Sportmanager
- Ines Estedt (* 12. Dezember 1967), Triathletin
- Carl August Eyraud (* 1. Juni 1790; † 15. Februar 1872 in Brotterode), Lithograph, Drucker und Verleger

## F
- Carl Friedrich Faber (* 21. September 1739; † 20. April 1823 in Magdeburg), Buch- und Zeitungsverleger sowie Druckereibesitzer
- Mathilde Fabricius (* 4. August 1879; † 26. Mai 1946 in Magdeburg), Malerin
- Richard Falckenberg (* 23. Dezember 1851; † 28. September 1920 in Jena), Philosoph
- Wilhelm Fehse (* 27. April 1880; † 7. Januar 1946 in Torgau), Germanist, Wilhelm-Raabe-Forscher
- Uwe Felgenträger (* 1966), Politiker (AfD)
- Gustav Ferl (* 23. Dezember 1890; † 25. April 1970 in Bremen), sozialdemokratischer Politiker
- Friedrich Ernst Fesca (* 15. Februar 1789; † 24. Mai 1826 in Karlsruhe), Violinist und Komponist
- Herbert Fiering (* 24. September 1912; † 6. Dezember 2000 in Lauf an der Pegnitz), Politiker (LDP)
- Hans-Klaus Fingerle (1908–1988), Flottillenadmiral
- Ludwig Hermann Otto Finzenhagen (* 23. Juli 1860; † 11. April 1931 in Magdeburg), Organist, Komponist und Musiklehrer
- Ernst Fischer (* 10. April 1900; † 10. Juli 1975 in Locarno), Komponist (Am Zuckerhut, am Zuckerhut)
- Manfred Flegel (* 3. Juni 1927; † 10. November 2018), Minister für Materialwirtschaft, Minister für Handel und Versorgung und stellvertretender Vorsitzender des Ministerrates der DDR
- Günter Fleischhauer (* 8. Juli 1928; † 12. Februar 2002), Musikwissenschaftler
- Werner Forst (* 21. Dezember 1892; † 3. Februar 1971 in Wiesbaden), Offizier, zuletzt Generalleutnant im Zweiten Weltkrieg
- Erich Förste (* 11. Februar 1892; † 10. Juli 1963 in Kiel), Admiral im Zweiten Weltkrieg, Schiffskommandant
- Otto Fräßdorf (* 5. Februar 1942), Fußballspieler
- Carl Francke (* 30. Juni 1843; † 7. Februar 1931 in Bremen), Industrieller
- Otto Francke (* 10. Januar 1823; † 15. Dezember 1886 in Stralsund), Verwaltungsjurist, Heimatforscher und Bürgermeister Stralsunds
- Bruno von François (* 29. Juni 1818; † 6. August 1870 in Spicheren), preußischer Offizier
- Ehrengard Frank-Schultz (* 23. März 1885; † 8. Dezember 1944 in der Strafanstalt Plötzensee, Berlin), Diakonisse und Opfer der NS-Kriegsjustiz
- Angela Franke (* 18. November 1957), Schwimmerin
- Christian Franke-Langmach (* 24. Juni 1992), (Bündnis 90/Die Grünen)
- Karen Fredersdorf (* 4. Oktober 1892; † 29. April 1985 in Magdeburg), Sängerin und Schauspielerin
- Gerhard Freitag (* 13. März 1913, † 10. Oktober 1995), SS-Hauptsturmführer im Einsatzkommando 2 der Einsatzgruppe A in Riga (Lettland) und im Sonderkommando 10 a der Einsatzgruppe D in der Ukraine sowie Regierungskriminaloberrat und Leiter des Referats Personenfeststellung im Bundeskriminalamt (BKA)
- Johann Friedrich Fritze (1735–1807), Mediziner und Hochschullehrer in Berlin
- Ernst Fresdorf (* 4. September 1889 in Rothensee; † 25. Oktober 1967 in Köln), leitender Kommunalbeamter
- Christian Friedel (* 9. März 1979), Schauspieler
- Thomas Friedlaender (* 1966), Musiker
- Otto Friese (* 31. Dezember 1886; † 24. Juli 1947 in Bremen), Gewerkschaftler und Politiker (SPD)
- Karl Friedrich Friesen (* 25. September 1784; † 16. März 1814 bei Rethel (Ardennes) (La Lobbe/Frankreich)), Pädagoge, Mitbegründer der deutschen Turnkunst und Freiheitskämpfer
- Henning Fritz (* 21. September 1974), Handballspieler, Weltmeister, Europameister und Silbermedaillengewinner bei den Olympischen Spielen 2004 in Athen
- Erich Fuchs (* 14. Februar 1890; † 3. Juli 1983 in Marburg), Maler, Grafiker, Radierer und Illustrator
- Karl von Fuchs (* 6. September 1791; † 5. Januar 1874 in Magdeburg), preußischer Generalleutnant
- Annegert Fuchshuber (* 6. Mai 1940; † 17. März 1998 in Augsburg), Illustratorin
- Jürgen Freiherr von Funck (* 10. August 1882; † 28. Juli 1963 in Vaalserquartier), Verwaltungsbeamter und Landrat

## G
- Ulrich Gabbert (* 11. April 1947), Professor an der TH Magdeburg und der Otto-von-Guericke-Universität Magdeburg
- Ernst August Gaertner (* 8. März 1794; † 30. Juli 1862 in Schönhausen (Elbe)); liberaler Politiker, Unternehmer, Deichhauptmann an der Mittelelbe, Philanthrop
- Friedrich Wilhelm Abraham Gaertner (* 16. Februar 1764 in Magdeburg; † 15. Dezember 1815 in Magdeburg), preußischer Justizkommissar und Kriegskommissar in Magdeburg, Fiskal der Französischen Kolonie zu Magdeburg
- Johann Ernst Gaertner (* um 1740; † 24. Januar 1791 in Magdeburg), war Generalsteuerdirektor des Akzisen- und Zollamtes in Magdeburg
- Moyse Garrigue (* 9. September 1708, † 1. Februar 1750 in Magdeburg), Juwelier und Goldschmied, Gerichtsassessor der Französischen Kolonie zu Magdeburg
- Johann Christian Gartz (* 1. Juni 1792; † 16. Februar 1864 in Halle (Saale)), Mathematiker und Hochschullehrer
- Christoph Gedschold (* 1977), Musiker und Dirigent
- Friedrich Wilhelm Genthe (* 28. Februar 1805; † 9. April 1866 in Eisleben), Schriftsteller und Gymnasiallehrer.
- Wilhelm Georgy (* 6. Februar 1819; † 1887 in Weimar), Maler, Illustrator und Buchgestalter
- Sebastian Gercken (* 15. Juni 1656; † 8. Februar 1710 in Lübeck), Lübecker Bürgermeister
- Hans Gericke (* 27. Juli 1912; † 15. Februar 2014), Architekt
- Heinz Gerling (* 8. Oktober 1922; † 19. Mai 2001 in Magdeburg), Bauingenieur, Denkmalpfleger, Ehrenbürger von Magdeburg
- Hedwig von Germar (* 9. März 1854; † 25. Mai 1931 in Weimar), Landschaftsmalerin und Radiererin
- Heinrich Germer (* 18. August 1900; † 17. Juni 1952 in Magdeburg), SED-Politiker und Stadtrat für Volksbildung und Kultur in Magdeburg
- Ronald D. Gerste (* 28. März 1957), Arzt, Journalist und Sachbuchautor
- Adolf Gerstenberg (* 3. Januar 1826; † 22. Januar 1896 in Berlin), Architekt und Stadtbaurat in Berlin
- Frank Giering (* 23. November 1971; † 23. Juni 2010 in Berlin), Schauspieler
- Harry Giese (* 2. März 1903; † 20. Januar 1991 in Berlin), Schauspieler und Sprecher von NS-Wochenschauen
- Sasha Ginsburg (* 1958), Künstler, Maler
- Benjamin Girth (* 31. Januar 1992), Fußballspieler
- Gerhard Gläser (* 26. Dezember 1911; † 1995), Fußballspieler und -trainer
- Christian Benjamin Glassbach (* 4. Oktober 1724; † vor 21. April 1779), Kupferstecher und Radierer
- Robert Adolf Goedecke (* 27. Juni 1860; † 21. Juni 1945 in Bad Heilbrunn), preußischer Landrat
- Heinz Golombeck (* 19. Oktober 1948; † 1. August 2023), Politiker
- Gabriel Wilhelm Goetten (* 4. Dezember 1708; † 28. August 1781 in Hannover), lutherischer Theologe und Generalsuperintendent
- Hans-Peter Goetz (* 29. Juni 1961), Politiker, Mitglied des Landtags von Brandenburg
- Karl von Götz und Schwanenfließ (* 22. Januar 1776; † 9. Dezember 1858 in Lübben), preußischer Generalmajor
- Helga Goetze (* 12. März 1922; † 29. Januar 2008 in Winsen (Luhe)), Künstlerin und Aktivistin
- Friedrich Franz Theodor Goßler (* 1. November 1800; † 2. Dezember 1856 in Wiedenbrück), katholischer Geistlicher und Schriftsteller
- Albert von Goßler (* 10. Februar 1807; † 31. Mai 1869 in Zichtau), Verwaltungsjurist und Minister
- Pauline Grabosch (* 14. Januar 1998), Bahnradsportlerin
- Georg Gradnauer (* 16. November 1866; † 18. November 1946 in Berlin-Schlachtensee), Ministerpräsident von Sachsen 1919–1920
- Walther Graeßner (* 31. Januar 1891; † 16. Juli 1943 in Troppau), General der Infanterie
- Conrad Grau (* 6. Juli 1932; † 18. April 2000 in Bad Freienwalde), Osteuropahistoriker und Wissenschaftshistoriker
- Erich Greiner (* 4. Mai 1877; † 1953) Jurist und Ministerialbeamter
- Hermann Gressieker (* 10. Februar 1903; † 3. Mai 1983), Dramatiker, Dramaturg, Kritiker sowie Filmsynchron-Buchautor und -Regisseur
- Eike Gringmuth-Dallmer (* 12. September 1942), Mittelalterarchäologe
- Carl Gröpler (* 22. Februar 1868; † 30. Januar 1946 in Magdeburg), Scharfrichter
- Annett Gröschner (* 1964), Schriftstellerin und Journalistin
- Rugard Otto Gropp (* 22. März 1907; † 4. Juli 1976 in Ost-Berlin), Professor der Philosophie
- Werner Groß (* 14. März 1910; † 6. April 1983 in Lüneburg), Richter und Staatssekretär in Niedersachsen
- Carl Friedrich August Grosse (* 5. Juni 1768; † 15. März 1847 in Kopenhagen), Schriftsteller, Übersetzer und Geologe
- Udo Grosse (* 3. Mai 1896; † 27. April 1946 in Hövelhof), Politiker (NSDAP)
- Julius von Groß genannt von Schwarzhoff (* 7. September 1850; † 16. April 1901 in Peking), Generalmajor, Chef des Generalstabes des Armee-Oberkommandos in Ostasien
- Gyula Grosz (* 31. Oktober 1878; † 30. Juni 1959), Facharzt für Röntgenologie und Strahlenheilkunde, 1938 Aberkennung der Approbation und des akademischen Grades
- Paul Heinrich von Groth (* 23. Juni 1843; † 2. Dezember 1927 in München), Mineraloge und Kristallograph
- Alfred Grünberg (* 18. Februar 1901; † 21. Mai 1942 in Berlin-Plötzensee) Arbeiter, KPD-Mitglied und Widerstandskämpfer gegen den Nationalsozialismus
- Eric Gründemann (* 8. September 1998), Fußballspieler
- Philipp Wilhelm Grüneberg (* 1710; † 1777), Orgelbauer
- Otto Grunert (* 22. Januar 1845; † 29. April 1903), Zahnarzt, Paläontologe sowie Autor wissenschaftlicher Publikationen.
- Hermann Gruson (* 13. März 1821; † 30. Januar 1895 in Magdeburg), Erfinder, Wissenschaftler und Unternehmer
- Jens-Uwe Günther (* 18. April 1937), Komponist und Dirigent
- Rigobert Günther (* 18. Mai 1928; † 2. April 2000 in Leipzig), Althistoriker und Hochschullehrer
- Ulrich Günther (* 19. September 1923; † 3. Januar 2011), Musikpädagoge
- Otto von Guericke (* 30. November 1602; † 21. Mai 1686 in Hamburg), Erfinder und Politiker, Bürgermeister von Magdeburg
- Karl Theophil Guichard (* 1724; † 1775 in Wassersuppe bei Rathenow), preußischer Offizier und Militärschriftsteller
- Margitta Gummel, geb. Helmbold (* 29. Juni 1941; † 26. Januar 2021 in Wietmarschen), Leichtathletin und Olympiasiegerin
- Hans-Peter Gundermann (* 30. November 1930; † 26. Dezember 2016 in Hamburg), Jurist und Manager
- Iselin Gundermann (* 28. Mai 1935; † 21. Februar 2009 in Berlin), Bibliothekarin und Historikerin
- Knut-Olaf Gundermann (* 22. Oktober 1933), Mediziner und Hochschullehrer

## H
- Wilhelm Christoph Jakob August von Haas (* 8. Oktober 1785; † 25. März 1855 in Erfurt), preußischer Generalmajor
- Ernst Habs (* 19. Oktober 1858; † 6. Juli 1898 in Magdeburg), Bildhauer
- Horst Habs (* 11. September 1902; † 6. März 1987 in Bonn), Mediziner, Professor für Hygiene an der Universität Bonn
- Paul Hach (* 3. August 1893; † 6. Juli 1976 in Unterschleißheim/Bayern), Verwaltungs- und Bankfachmann, Oberbürgermeister von Erfurt
- Marcel Hacker (* 29. April 1977), Sportler, mehrfacher Weltmeister im Rudern, Olympiateilnehmer
- Volker Hadwich (* 23. September 1964), ehemaliger Deutscher Meister im Speerwurf
- Karl-Jürgen Härtel (* 19. Mai 1924), Gebrauchsgrafiker
- August von Haeseler (* 4. August 1693; † 14. September 1769), königlich-preußischer Regierungsrat
- Gottlieb von Haeseler (* 19. Oktober 1701; † 20. März 1752 in Magdeburg), Unternehmer im Herzogtum Magdeburg
- Wilhelm Hagedorn (* 28. Juli 1868; † 14. März 1930 in Stade), Regimentskommandeur des Infanterie-Regiments „Bremen“ (1. Hanseatisches) Nr. 75, Pour le Mérite
- Hans Hagemann (* 18. Juli 1901; † 18. November 1948 im Speziallager Nr. 2 Buchenwald), Oberbürgermeister von Waldenburg, Niederschlesien
- Carl Ernst von Hagen (* 2. Dezember 1749; † 15. Januar 1810 in Haus Nienburg), „der tolle Hagen“, Landrat
- Anne Hahn (* 1966), Schriftstellerin
- Paul Karl Julius Hahn (* 13. März 1893 in Salbke; † 12. August 1960 in Magdeburg), Widerstandskämpfer gegen den Nationalsozialismus
- Simon Friedrich Hahn (* 28. Juli 1692 im Kloster Berge; † 18. Februar 1729 in Hannover), Historiker, Historiograph, Hochschullehrer und Bibliothekar
- Lucas Halangk (* 22. September 2003), Fußballspieler
- Günter Hammerschmidt (* 6. Januar 1932 in Magdeburg; † 11. April 2023 Magdeburg), Diplomingenieur und Heimatforscher
- Kurt Hanns Hancke (* 1887; † 1962), Maler und Restaurator
- Gerhard Händler (* 22. Juli 1928; † 17. Juni 1953 in Magdeburg), Volkspolizist, Opfer des Volksaufstandes in der DDR am 17. Juni 1953
- Gottfried August Ludwig Hanstein (* 7. September 1761; † 25. Februar 1821 in Berlin), evangelischer Theologe und Oberkonsistorialrat
- Anica Happich (* 6. Juni 1989), Schauspielerin
- Philipp Adam von Hardenberg (* 19. September 1695; † 20. Mai 1760 in Magdeburg), Domherr
- Bodo Harenberg (* 26. Juli 1937), Journalist und Verleger
- Björn Harras (* 15. Oktober 1983), Schauspieler
- Edgar Harter (* 1946), Schauspieler, Hörspielsprecher und Kabarettist
- Emil Hartmann (* 2. Oktober 1878; † 28. Mai 1967 in Heidelberg), Lehrer und Autor
- Georg Hartmann (* 22. Januar 1926; † 14. November 2012), Schauspieler
- Gustav Hartmann (* 4. Juni 1859; † 23. Dezember 1938 in Berlin), Droschkenkutscher, bekannt als Eiserner Gustav
- Antje Harvey geb. Misersky (* 10. Mai 1967), Langläuferin und Biathletin
- Adolf Hauert (* 20. Februar 1896 in Fermersleben; † 9. Oktober 1988), Schriftsteller und Pädagoge
- Gregor Hauffe (* 20. Mai 1982), Riemenruderer
- Johann Wilhelm Hauswaldt (* 28. August 1846; † 14. November 1900 in Magdeburg), Kaufmann
- Gerhard Hecht (* 14. September 1934; † 2. Februar 2009 in Halle (Saale)), Politiker
- Karl Heinrich Hecht (* 4. Februar 1880; † 25. Oktober 1961 in Kiel), Physiker
- Wilhelm Hehlmann (* 23. Oktober 1901; † 23. Dezember 1997 in Weinheim), Pädagoge, Psychologe, Chefredakteur bei der Brockhaus-Enzyklopädie
- Wilfried Heider (* 14. März 1939 in Magdeburg; † 12. September 1999 ebenda) Metallgestalter
- Georg Heidler (* 6. März 1891; † 30. Januar 1950 in Halle (Saale)), KPD-Politiker
- Birgit Heinecke (* 10. April 1957), Handballspielerin
- Barb Heinz (* 21. Dezember 1945), Sportwissenschaftlerin und Handballspielerin
- Walter Heinrich (1927–2008), Maler und Grafiker
- Franziska Heinz (* 21. November 1972), Handballspielerin und Trainerin
- Dieter Heise (* 11. Mai 1918; † 12. September 1999 in Brieske), Apotheker
- Ilka Held (* 6. Februar 1979), Handballspielerin
- Hans Heller (* 24. Oktober 1881; † 11. September 1917 in Prilep, Mazedonien), Architekt und Innenarchitekt
- Kurt Hellwig (* 25. Dezember 1920; † unbekannt), Politiker (CDU)
- Johann Friedrich Helmsdorf (* 1. September 1783; † 28. Januar 1852 in Karlsruhe), Landschaftsmaler und Radierer
- Frank Hengstmann (* 5. Januar 1956, † 2. Dezember 2024), Kabarettist
- Sebastian Hengstmann (* 26. Oktober 1978), Kabarettist, älterer Hengstmann-Bruder
- Tobias Hengstmann (* 6. August 1981), Kabarettist, jüngerer Hengstmann-Bruder
- Gerd Michael Henneberg (* 14. Juli 1922; † 1. Januar 2011 in Berlin), Schauspieler, Theaterregisseur und -intendant
- Karl Joachim Jacob Hennige (* 21. September 1801; † 29. April 1858), Unternehmer, Gründer des Verbandes der deutschen Zuckerindustrie
- Paul Hennige (* 15. Juni 1839; † 22. Juli 1903 in Randau bei Magdeburg), Industrieller, Stadtrat und Mäzen
- Ernst Henning (* 12. Oktober 1892; † 14. März 1931 in Hamburg), KPD-Politiker und NS-Opfer
- Sören Herbst (* 12. Januar 1980); Politiker von Bündnis 90/Die Grünen
- Gerald Heres (* 1940), Klassischer Archäologe
- Maria Hering (* 16. Juni 1987), Musikerin, Reality-TV-Teilnehmerin und Sonderschulpädagogin
- Johann August Hermes (* 24. August 1736; † 6. Januar 1822 in Quedlinburg), evangelischer Theologe und Geistlicher
- Rolf Herricht (* 5. Oktober 1927; † 23. August 1981 in Berlin), Schauspieler und Komiker
- Fritz Herrmann (* 15. Juni 1885; † 21. November 1970 in Lüneburg), Offizier, SS-Führer, Polizeipräsident und Regierungspräsident
- Gottfried Herrmann (* 13. September 1915; † 31. Mai 1961 in Berlin), Regisseur, Schauspieler und Intendant
- Franz Herwig (* 20. März 1880; † 15. August 1931 in Weimar), Schriftsteller und Kritiker
- Hans-Ulrich Herzberg (* 4. Januar 1943; † 25. März 2023), Polizist und Landespolizeipräsident von Sachsen
- Franz Hessenland (* 5. November 1798; † 21. April 1866 in Stettin), Druckereibesitzer, Verleger und Politiker
- Guido Heuer (* 19. Dezember 1966), Manager und Politiker (CDU), Mitglied des Landtags von Sachsen-Anhalt
- Klaus Heuer (* 26. Juni 1930; † 26. Dezember 2013), Jurist
- Olaf Heukrodt (* 23. Januar 1962), Kanute, Sportfunktionär und fünffacher Medaillengewinner bei Olympischen Spielen
- Dirk Heyne (* 10. Oktober 1957), Fußballtorhüter und jetziger Trainer
- Bernd Heynemann (* 22. Januar 1954), Mitglied des Bundestages (CDU), Fußballschiedsrichter
- Hans Joachim Hildebrandt (* 27. September 1929; † 27. September 2020), Regisseur
- Richard Hildebrandt (* 29. November 1843; † 11. Juni 1911), Marineoffizier und Forschungsreisender
- Carl Hindenburg (* 11. August 1820; † 6. April 1899 in Magdeburg), Radsportfunktionär und erster Präsident des Deutschen Radfahrer-Bundes (DRB)
- Gertrud von Hindenburg (* 4. Dezember 1860; † 14. Mai 1921 in Hannover), Adelige und Philanthropin
- Herbert von Hintzenstern (* 24. Oktober 1916; † 22. Januar 1996 in Weimar), Theologe und Journalist
- Samanta Hinz (* 1992), Tänzerin und Schauspielerin
- Burkhard Hirsch (* 29. Mai 1930; † 11. März 2020), FDP-Politiker (Bundestagsvizepräsident, Innenminister von Nordrhein-Westfalen)
- Gottwalt Christian Hirsch (* 14. November 1888; † 14. März 1972), Zytologe
- Mathias Hirsch (* 29. Dezember 1942), Psychiater, Psychoanalytiker und Autor
- Otto Hirt (* 1. Januar 1839; † 1918 in Posen), Architekt und Baubeamter
- Friedrich Hochbaum (* 7. August 1894; † 28. Januar 1955 im Kriegsgefangenenlager Woikowo bei Iwanowo (Sowjetunion)), Offizier, zuletzt General der Infanterie im Zweiten Weltkrieg
- Jonny Hoff, eigentlich Johannes Hoff (* 1993), Schauspieler
- Peter Hoff (* 1. April 1942; † 27. September 2003 in Hamburg), Schauspieler, Hochschullehrer und Autor
- Eduard Hoffmann (* 12. September 1832; † 16. Dezember 1894 in Salzuflen), Unternehmer: Hoffmann’s Stärkefabriken
- Michael Hoffmann-Becking (* 8. Februar 1943), Rechtsanwalt, Rechtswissenschaftler und Honorarprofessor
- Dieter Hoffmeier (* 10. Mai 1932; † Januar 2023), Theaterwissenschaftler
- Bernhard Hofmann (* 19. Juli 1889; † 10. Februar 1954 in Magdeburg), Jurist und Konsistorialpräsident
- Wolfgang Höher (* 15. Februar 1914; † 25. September 1959 in Leipzig), Doppelagent
- Karl Holfelder (* 17. September 1790; † 15. Januar 1861 in Wernigerode), preußischer Generalleutnant
- Kurt Holke (* 11. September 1922), Fußballspieler und Trainer
- Hugo Holstein (* 22. Februar 1834; † 27. Dezember 1904 in Halle (Saale)), Philologe und Gymnasiallehrer
- Wilhelm Höpfner (* 17. Mai 1899; † 14. März 1968 in Magdeburg), Graphiker
- Annett Horna (* 4. Februar 1987), Leichtathletin
- Adolf Huber (* 13. November 1872; † 1. November 1946 in Magdeburg), Musiker, Pädagoge und Komponist
- Ingolf Huhn (* 1955), Regisseur und Theaterleiter
- Magnus Hundt (* 1449; † 3. Mai 1519 in Meißen), Philosoph, Arzt und Theologe

## I
- Quintus Icilius, eigentlich Karl Theophil Guichard, (* 1724; † 1775 in Seeblick/Wassersuppe bei Rathenow), preußischer Offizier und Militärschriftsteller der friderizianischen Epoche
- Carl Leberecht Immermann (* 24. April 1796; † 25. August 1840 in Düsseldorf), Schriftsteller
- Hermann Immermann (* 24. Oktober 1807; † 22. Oktober 1868 in Magdeburg), Jurist und Politiker

## J
- Felix Jacke (* 15. März 1897; † 4. August 1954 in Dortmund), NSDAP-Reichstagsabgeordneter, Kaufmann in der Halberstädter Straße 129a
- Willie Jahn (* 27. Februar 1889; † 24. Januar 1973 in Hannover), Mittelstreckenläufer
- Michael Jahns (* 6. Dezember 1976), Handballspieler
- Karl Janicke (* 1. Januar 1829; † 15. Februar 1895 in Hannover), Historiker und Archivar
- Billy Jenkins, bürgerlich Erich Rosenthal (* 26. Juni 1885; † 21. Januar 1954 in Köln), Schauspieler, Zirkus- und Varietékünstler
- Adolf Jentzen (* 5. Oktober 1899; † 6. Mai 1943 in Magdeburg), Widerstandskämpfer gegen den Nationalsozialismus
- Walther Jentzsch (* 30. Juni 1833; † 18. Februar 1916 in Paderborn), Landrat, Ehrenbürger von Paderborn
- Kurt Johannes (* 6. Januar 1864; † 20. Juni 1913 in Charlottenburg), Offizier und Angehöriger der Schutztruppe für Deutsch-Ostafrika
- Achim Jordan (* 7. Oktober 1937; † 12. August 2019), Gebrauchsgrafiker, Karikaturist und Cartoonist
- Ernst Jordan (* 18. Mai 1883; † 19. Februar 1948 in Magdeburg), Fußball-Nationalspieler
- Heinrich Jost (* 13. Oktober 1889; † 25. September 1948 in Frankfurt am Main), Grafikdesigner, Typograf und Schriftentwerfer
- Reinhold Julius (* 8. März 1913; † 31. Juli 1937 in Berlin-Plötzensee), Widerstandskämpfer gegen den Nationalsozialismus und Boxer
- Eberhard Jüngel (* 5. Dezember 1934; † 28. September 2021), evangelischer Theologe, Professor, und Direktor des Instituts für Hermeneutik an der Eberhard Karls Universität Tübingen

## K
- Werner Kaiser (* 15. Mai 1933), Politiker (NDPD)
- Alfred Karger (* 1891; † 1. Juni 1968 in Quito), Jurist
- Angelika Karger (* 1952), Wissenschafts- und Designtheoretikerin
- Dagmar Käsling (* 15. Februar 1947), Leichtathletin, Olympiasiegerin und Dozentin am Institut für Sportwissenschaften der Otto-von-Guericke-Universität Magdeburg
- Ludwig Martin Kahle (* 6. Mai 1712; † 5. April 1775 in Berlin) Rechtswissenschaftler, Philosoph und Hochschullehrer
- Georg Kaiser (* 25. November 1878; † 4. Juni 1945 in Ascona), Dramatiker, Erzähler, Lyriker, Essayist
- Hans von Kaltenborn-Stachau (* 23. März 1836; † 16. Februar 1898 in Braunschweig), preußischer General, Kriegsminister
- Uwe Kamann (* 19. August 1958), Politiker (AfD)
- Angelika Karger (* 1952), Wissenschafts- und Designtheoretikerin
- Peter Kauffold (* 19. August 1937; † 28. April 2014), Tierzuchtforscher, war Minister für Ernährung, Land- und Forstwirtschaft der DDR
- Johannes Kaup (* 1965), österreichischer Radiomoderator und Sendungsgestalter
- Birgit Kayser (* 7. August 1952), Politikerin (CDU)
- Gerhard Kegel (* 26. Juni 1912; † 16. Februar 2006 in Daun, Eifel), Rechtswissenschaftler und Hochschullehrer
- Karl Kegel (* 19. Mai 1876; † 5. März 1959 in Freiberg), Bergbauingenieur und Hochschullehrer
- Heinrich Kellner (Missionar) (* 27. September 1907; † 17. April 1936 in China), Missionar und Märtyrer
- Peter Kersten (* 1. Februar 1958), Ruderer
- Uwe Keßler (* 11. August 1957), Radrennfahrer
- Johann Friedrich August Kinderling (* 1743; † 28. September 1807 in Calbe), evangelischer Pfarrer, Liederdichter und Quellen-Sammler
- Carl Kindermann (* 10. August 1860; † 21. April 1938 in Schopfheim), Volkswirt, Professor an der Tierärztlichen Hochschule Stuttgart
- Oliver Kirchner (* 4. Mai 1966), Politiker (AfD)
- Antonie Klein, geb. Voigt, in erster Ehe verheiratete Cosmar, (* 1806; † 1870), Schriftstellerin
- Max Kleineberg (* 24. November 1906; † 3. Dezember 1987), DDR-Diplomat, Generalkonsul, später Gesandter in Kambodscha, Geschäftsträger in Belgien
- Nadine Kleinert (* 20. Oktober 1975), Kugelstoßerin und Silbermedaillengewinnerin der Olympischen Spiele von Athen 2004
- Alfred von Kleist (* 16. November 1857; † 13. Mai 1921 in Brandenburg (Havel)), preußischer Offizier
- Jens Klimek (* 19. April 1984), Musiker, Komponist und Chorleiter
- Elise Klingemann, geborene Anschütz (* 17. März 1785; † 26. Juli 1862 in Heidelberg), Theaterschauspielerin und -leiterin
- Theodor Friedrich Klitsche de la Grange (* 1799; † 26. August 1868, in Rom), natürlicher Sohn des Prinzen Louis Ferdinand von Preußen, Diplomat und General
- Richard von Klitzing (* 30. Juni 1842; † 1. September 1907 in Berlin), General der Infanterie und Kommandierender General des Magdeburger Armee-Korps
- Lieselotte Klose (* 6. Juni 1918; † 24. April 2010), Malerin
- Hans-Wolfram Knaak (* 4. Juli 1914; † 26. Juni 1941 in Dünaburg), Ritterkreuzträger
- Sebastian Knaak (* 27. November 1985), Musikproduzent und Songwriter
- Andy Knape (* 3. Januar 1986), Politiker (NPD)
- Fabian Knecht (* 1. März 1980), Künstler
- Helmut Knochen (* 14. März 1910; † 4. April 2003 in Offenbach am Main), SS-Standartenführer, Befehlshaber der Sicherheitspolizei in Paris
- Margarete Knüppelholz-Roeser (* 7. November 1886; † 28. Februar 1949), Architektin
- Wilhelm Kobelt (* 5. November 1865; † 23. Oktober 1927 in Wernigerode), Mitglied des Reichstags und Kommunalpolitiker in Magdeburg
- Carl Friedrich Koch (* 9. März 1802; † 1871 in Merseburg), Mediziner und Pädagoge
- Justus Koch (* 5. November 1891; † 30. Mai 1962 in Düsseldorf), Rechtsanwalt und Notar
- Klaus-Peter Koch (* 11. Dezember 1939), Musikwissenschaftler
- Richard Koch (* 8. Juni 1895; † 9. August 1970 in München), Autor von Science-Fiction-Romanen
- Rolf-Dieter Koch (* 14. Februar 1933), Neurologe, Hochschullehrer und Politiker
- Gottfried Michael Koenig (* 5. Oktober 1926; † 30. Dezember 2021), Komponist
- Günther Koennecke (* 3. Juni 1924; † 13. November 2003), Bauunternehmer
- Adolf Otto Koeppen (* 7. November 1902; † 25. Juni 1972 in Braunschweig), Maler, Graphiker und Karikaturist
- Gordon Köhler (* 1987), Politiker (AfD)
- Herbert König (* 1944; † 3. September 1999 in Düsseldorf), Theaterregisseur und Bühnenbildner
- Karl-Heinz König (* 27. März 1920; † nach 1979), Schauspieler
- René König (* 5. Juli 1906; † 21. März 1992 in Köln), Soziologe und Hochschullehrer
- Hagen Kohl (* 24. April 1969), Politiker der AfD, seit 2016 Abgeordneter im Landtag von Sachsen-Anhalt
- Wilhelm Kohl (* 9. Dezember 1913; † 2. Oktober 2014 in Münster), Historiker und Archivar
- Ines Köhler-Zülch (* 10. Juni 1941 in Magdeburg; † 24. April 2019 in Göttingen), Erzählforscherin und Mitautorin der Enzyklopädie des Märchens
- Otto Kohlermann (* 17. Februar 1896; † 27. Februar 1984 in Bad Dürrheim), Generalleutnant im Zweiten Weltkrieg
- Rudolf Kohtz (* 3. Juli 1874; † 16. April 1945 in Berlin), Figuren-, Porträt-, Landschafts- und Stilllebenmaler
- Igor Kolodinski (* 7. Juli 1983), russischer Volleyball- und Beachvolleyball-Spieler
- Adolf Otto Koeppen (* 7. November 1902; † 25. Juni 1972 in Braunschweig), Maler, Grafiker und Karikaturist
- Claus Korch (* 1936; † 11. Januar 2019), Bildhauer und Grafiker
- Ulf-Dietrich Korn (* 8. Oktober 1936; † 14. Mai 2019 in Münster), Kunsthistoriker, Denkmalpfleger und Heraldiker
- Ulrich Korn (* 31. August 1941; † 7. Juli 2020 in Gommiswald), Ingenieur und Professor für Regelungstechnik
- Helmut Kosmehl (* 27. September 1944), Handball-, zeitweise auch Fußballspieler sowie Fußball- und Handballtrainer
- Anja Kossak (* 25. Dezember 1968), Model
- Georg Kötschau (* 4. Oktober 1889; † 24. Juli 1976 in Jena), Maler, Zeichner und Lithograf
- Kurt Kräft (* 16. April 1907; † 8. August 1977 in Kremmen), Politiker (NSDAP)
- Theodor Krancke (* 20. März 1893; † 18. Juni 1973 in Wentorf), Admiral
- Michael Krause (* 24. Juli 1946), Hockeynationalspieler, Olympiasieger und Sportfunktionär
- Rudolf Krause (* 30. Juli 1894; † nach 1945), Politiker (NSDAP), Träger der Kaiser-Otto-Plakette der Stadt Magdeburg
- Johann Ernst Kregel von Sternbach, Wollhändler, Baumeister und Ratsherr in Leipzig (* 13. August 1652; † 26. Dezember 1731 in Leipzig)
- Wilhelm Krelle (* 24. Dezember 1916; † 23. Juni 1973 in Bonn), Hochschullehrer
- Hans-Joachim Krenzke (* 1946), Journalist, Heimatforscher, Publizist und Autor
- Thomas Kretschmer (* 20. Oktober 1954; † 9. Januar 2023), Politiker (CDU)
- Lucie-Marie Kretzschmar (* 7. August 2000), Handballspielerin
- Erich Kreutz (* 2. September 1884; † 19. September 1943 in Potsdam), Politiker, Bürgermeister der Städte Cottbus und Brandenburg an der Havel
- Walther Krickau (* 2. Mai 1907; † 29. November 1946 in Hannover), Bratschist
- Andreas Kriegenburg (* 15. November 1963), Theaterregisseur
- Bernhard Friedrich von Krosigk (* 8. Dezember 1656; † 11. September 1714 in Herxen), Geheimrat und Astronom
- Max von Krosigk (* 18. Mai 1846; † 18. Februar 1919 in Berlin-Wilmersdorf), Generalleutnant
- Erich Krüger (* 2. Juni 1891; † 2. Dezember 1946 in Magdeburg), Schriftsteller und Politiker
- Gertrud Krüger (* 23. Juli 1904; † 18. Dezember 1996 in Nürnberg), Politikerin (SPD), Mitglied des Bayerischen Landtags
- Horst Krüger (* 17. September 1919 in Magdeburg; † 21. Oktober 1999 in Frankfurt am Main), Kulturjournalist und Schriftsteller
- Lore Krüger (* 11. März 1914; † 3. März 2009 in Berlin), Übersetzerin und Fotografin, Widerstandskämpferin gegen den Nationalsozialismus
- Alfred Krühne (* 25. September 1870; † im 20. Jahrhundert), Reichsgerichtsrat
- Günter Kubisch (* 3. April 1939; † 21. Juni 2005), Fußballspieler
- Jochen Kühl (* 1943), Basketballspieler und Präsident des Sportmedizinischen Instituts Frankfurt am Main
- Heinz Kühle (* 25. Dezember 1909; † 5. März 1965) Maler und Grafiker
- Eduard Kühne (* 28. Oktober 1810; † 12. September 1883 in Kleve), Unternehmer
- Friedrich Kühne (* 4. Februar 1824; † 19. April 1890 in Paris), deutsch-amerikanischer Kaufmann und Bankier
- Ferdinand Gustav Kühne (* 27. Dezember 1806; † 22. April 1888 in Dresden), Schriftsteller und Literaturkritiker
- Hans Kühne (* 3. Juni 1880; † 18. Februar 1969 in Lindau), Chemiker im Vorstand der I.G. Farben und Angeklagter während der Nürnberger Prozesse
- Hermann Kühne (* 12. November 1819; † Januar 1887), Präsident des OLG Celle, Ehrenbürger von Greifswald
- Johann Kühne (* 10. März 1791; † 2. August 1870 in Elmen), preußischer Generalmajor
- Norbert Kühne (* 23. Juni 1941) Schriftsteller und Psychologe (Pseudonym: Ossip Ottersleben)
- Roy Kühne (* 27. September 1967), Physiotherapeut, Politiker und Mitglied des Deutschen Bundestages
- Eduard Kullmann (* 14. Juli 1853 in Magdeburg-Neustadt; † 16. März 1892 in Amberg), wurde 1874 bekannt als Bismarck-Attentäter
- Ernst Kümmel (* 16. März 1925), Fußballspieler und -trainer
- Oleh Kusnezow (* 22. März 1963), sowjetischer/ukrainischer Fußballspieler und -trainer
- Willi Kutz (* 14. Juli 1904; † Februar 1945 in Berlin-Spandau), Widerstandskämpfer gegen den Nationalsozialismus

## L
- Heiko Laeßig (* 18. Juni 1968), Fußballspieler
- Erika Lahmann (* 30. Juni 1927; † 2015), Malerin und Grafikerin
- Sven Lakenmacher (* 26. Mai 1971), Handballspieler
- Reinhard Lakomy (* 19. Januar 1946; † 23. März 2013 in Berlin), Komponist, Sänger und Pianist
- Gerhart Lampa (* 11. August 1940; † 6. Januar 2010), Maler und Grafiker
- Thorsten Lamprecht (* 19. September 1968; † 11. Mai 1992), Punk, der im Zuge eines Angriffs rechtsextremistischer Jugendlicher im Stadtteil Magdeburg-Cracau getötet wurde
- Helge Lang (* 17. November 1952; † 3. August 2015), Schauspieler
- Christian Lange (* 1974), Schriftsteller
- Emil Lange (* 11. Oktober 1825; † 1. Dezember 1899 in Berlin), Fotograf, Pionier der modernen Fotografie in Dänemark
- Gerhard Lange (* 20. Januar 1935; † 30. Januar 1990 in Suhl), Generalmajor im Ministerium für Staatssicherheit der DDR
- Marianne Lange-Weinert (* 11. September 1921; † 14. Dezember 2005 in Kleinmachnow), Kulturfunktionärin, Lektorin, Übersetzerin und Autorin
- Max Lange (* 7. August 1832; † 8. Dezember 1899 in Leipzig), Schachspieler, Verleger, Schriftsteller und Schachfunktionär
- Volkmar Laube (* 31. Januar 1960), freier Journalist und Buchautor
- Adolf Laubinger (* 5. April 1931; † 22. April 2006 in Braunschweig), NS-Opfer und Aktivist
- Thomas Lawinky (* 3. Oktober 1964), Schauspieler
- August Christoph Heinrich von Legat (* 4. August 1732; † 12. Januar 1816 in Berlin), preußischer Generalmajor
- Ernst Lehmann (* 15. April 1908; † 3. Mai 1945 in der Neustädter Bucht), SPD-Politiker, engagierte sich im Widerstand gegen den Nationalsozialismus
- Otto Lehmann (* 19. August 1900; † 9. Mai 1936 in Magdeburg), Widerstandskämpfer gegen den Nationalsozialismus
- Erich von Leipzig (* 15. Januar 1860; † 28. Juni 1915 in Uzunköprü bei Adrianopel), preußischer Oberst, Militärattaché in Konstantinopel und Herr auf Wolframsdorf
- Albert Leitzmann (* 3. August 1867; † 16. April 1950 in Jena), Germanist und Literaturhistoriker
- Christian Lenze (* 26. April 1977), Fußballspieler
- Eckhard Leue (* 20. März 1958), Kanute (Einer-Canadier)
- Reinhold Lewin (* 3. April 1888; † März 1943 in Auschwitz), Rabbiner
- Henry Lewy (* 31. Mai 1926; † 8. April 2006 in Prescott, Arizona), Toningenieur, bekannt durch seine Zusammenarbeit mit Joni Mitchell, Leonard Cohen und Neil Young
- Friedrich Wilhelm von Leysser (* 7. März 1731; † 10. Oktober 1815 in Halle (Saale)), Kriegs- und Domänenrat, Botaniker, schrieb die Flora Halensis
- Polycarpus Friedrich von Leyser (* 1. Juli 1724; † 21. April 1795 in Celle), Mediziner, Leibarzt am Königshof in Hannover
- Otto Liebenberg (* 7. Juli 1913; † 3. September 1993 in Leipzig), Tierzuchtwissenschaftler und Hochschullehrer
- Friedrich von Liechtenstern (* 15. Oktober 1843; † 3. Juli 1906), preußischer Generalleutnant
- Ursula Lillig (* 2. September 1938; † 16. Juni 2004 in Frankfurt am Main), Schauspielerin
- Eugen Lindau (* 3. Mai 1883; † 10. Mai 1960 in Hamburg), Admiral im Zweiten Weltkrieg
- Paul Lindau (* 3. Juni 1839; † 31. Januar 1919 in Berlin), Schriftsteller, Journalist und Theaterleiter
- Rolf Lindemann (* 21. August 1933; † 26. März 2017), Maler und Grafiker
- Wulf-Volker Lindner (* 2. November 1938), evangelischer Theologe
- Karl August Lingner (* 21. Dezember 1861; † 5. Juni 1916 in Berlin), Unternehmer und Philanthrop
- Bernhard Lipfert (* 20. Januar 1915; † August 1970), Radrennfahrer und Radsporttrainer
- David Lochte (* 26. Dezember 1871; † 11. Dezember 1935 in Hamburg), Präsident der Reichsbahndirektionen Mainz und Altona
- Wilhelm Loewe (* 14. November 1814; † 1886 in Meran, Südtirol), Arzt und linksliberaler Politiker
- Hermann Lohse (* 18. September 1815; † 23. Mai 1893 in Köln), Bauingenieur
- Albert Lömpcke (* 12. April 1853; † 3. Januar 1939 in Wiesbaden), Jurist und Verwaltungsbeamter
- Heike Lorenz (* 8. Juni 1961), Politikerin
- Yehuda Ludwig Lowe (* 16. Mai 1905; † 17. August 1983 in Engelberg, Schweiz), israelischer Agronom
- Susann de Luca (* 20. Januar 1978), Radio- und Fernsehmoderatorin, Sprecherin und Journalistin
- Albert Lücke (* 4. Juni 1829; † 20. Februar 1894 in Straßburg), Chirurg und Hochschullehrer
- Astrid Lucke (* 17. März 1939), Keramikerin
- Ida Lücke (* 13. März 1838; † 18. Februar 1920 in Magdeburg), begründete mehrere Stiftungen in der Region Magdeburg
- Reinhard Lüdicke (* 13. Juli 1878 in Magdeburg; † 22. Juli 1947 in Berlin), Archivar
- Daniela Lülfing (* 25. August 1950), Bibliothekarin
- Willi Luther (* 9. August 1909 in Magdeburg-Westerhüsen; † 24. Juni 1996 in Wolfsburg), Fotograf
- Hans Lutter (* 29. April 1928; † 1. März 2009), Philosoph, Gründungsrektor der Pädagogischen Hochschule Güstrow

## M
- Siegfried Maaß (* 6. Oktober 1936), Schriftsteller
- Wolfgang Mader (* 16. Januar 1949), Jazz-Pianist und Komponist
- Nico Mai (* 9. März 2001), Fußballspieler
- Olaf Malolepski (* 27. März 1946), Schlagersänger und Mitglied der Gruppe Die Flippers
- Marcel Maltritz (* 2. Oktober 1978), Fußballspieler
- Karl Maquet (* 8. Oktober 1767; † 16. Dezember 1823 in Magdeburg) war Kaufmann, Unternehmer und langjähriger Presbyter der Französisch Reformierten Kirche Magdeburgs
- Erich Marcks (* 17. November 1861; † 22. November 1938 in Berlin), Historiker, Prof. für Neuere und Neuste Geschichte
- Werner Marcks (* 17. Juli 1896; † 28. Juli 1967 in Wedel), Offizier, zuletzt Generalleutnant im Zweiten Weltkrieg
- Adolf Marcuse (* 18. November 1860; † 18. Oktober 1930 in Berlin), Astronom
- Paul Markowski (* 1. Juni 1929; † 6. März 1978 in Libyen), Funktionär der SED in der DDR
- Gesine Märtens (* 3. August 1971), Politikerin und politische Beamtin (Bündnis 90/Die Grünen)
- Lukas Märtens (* 27. Dezember 2001), Schwimmer
- Sigrid Martikke (* 8. Oktober 1936), Opern- und Operettensängerin
- Sven Martinek (* 18. Februar 1964), Schauspieler
- Fritz Martini (* 5. September 1909; † 5. Juli 1991 in Stuttgart), Philologe (Germanist und Anglist)
- Johann Andreas Matthias (* 9. April 1761; † 25. Mai 1837 in Magdeburg), evangelischer Theologe, Lehrer
- Rudolf Matzner (* 10. September 1930; † 28. August 2019 in Bremen), Heimatkundler, Referent und Autor
- Stefan Mau (* 12. Februar 1989), Rugby-Union-Nationalspieler
- Albert Mayer (* 24. April 1892; † 2. August 1914 bei Delle), Offizier, gilt als der erste deutsche Soldat, der im Ersten Weltkrieg fiel
- Manfred Ludwig Mayer (* 11. April 1934; † 1. November 2020), Politiker (SPD) und Abgeordneter im Landtag Nordrhein-Westfalens
- Mabel May-Yong (* 28. Juni 1884; † 3. April 1968 in Bremen), Tänzerin und Stummfilmschauspielerin
- Paul Mebes (* 23. Januar 1872; † 9. April 1938 in Berlin), Architekt, Architekturtheoretiker und Hochschullehrer
- Alexandra Mehnert (* 6. August 1974), Politikerin (CDU)
- Paul Jonas Meier (* 22. Januar 1857; † 11. Februar 1946 in Braunschweig), Archäologe
- Dieter P. Meier-Lenz (* 24. Januar 1930; † 1. Juli 2015 in Serralongue, Frankreich), Schriftsteller
- Else Meier (* 24. Februar 1901; † 2. August 1933 in Berlin), Politikerin (KPD), Mitglied des Reichstags
- Otto Meier (* 3. Januar 1889; † 10. April 1962), Politiker (SED), Generaldirektor des Staatlichen Archivwesens der DDR
- Paul Jonas Meier (* 22. Januar 1857; † 11. Februar 1946 in Braunschweig), Lehrer, Numismatiker und Museumsdirektor
- Fritz Meinecke (* 24. Mai 1989), Webvideoproduzent und Abenteurer
- Manfred Meinz (* 16. März 1931; † 29. September 2007 in Osnabrück), Kunsthistoriker und Museumsdirektor in Osnabrück
- Kai Melcher (* 1. Januar 1971), Radrennfahrer
- Friedrich Albert Immanuel Mellin (* 27. Juni 1796; † 2. April 1859 in Berlin), Architekt
- Gustav Mellin (* 19. Juli 1826; † 28. Februar 1884 in Köln), Eisenbahnbaumeister und preußischer Baubeamter
- Ewald Mendel (* 24. Oktober 1883; † 3. Juli 1952 in Wiesbaden), Zeitungsjournalist
- Arno Meng (* 18. Dezember 1902; † 6. Januar 1994  in Magdeburg), Architekt
- Christian Mertens (* 15. Februar 1991), Politiker (AfD)
- Hanne Mertens (* 13. April 1909; † zwischen 21. April und 23. April 1945 im KZ Neuengamme (Hamburg)), Schauspielerin
- Georg Merzbach (* 21. Juli 1868; † 16. November 1941 in Berlin), Arzt, Autor und Sexualwissenschaftler
- Günter Metz (* 1925; † 1988 in Zwickau), Organist
- Ernst-Joachim Meusel (* 4. Februar 1932; † 21. November 2006 in München), Jurist und Wissenschaftsmanager
- Rainer Meusel (* 29. Juni 1936), Jurist und Autor
- Sonja Mewald (* 1. Mai 1945), Landtagsabgeordnete (CDU)
- Rolf Mey-Dahl (* 10. März 1937; † 14. Mai 2014), Schauspieler und Autor
- Franz Meyer (* 2. September 1856; † 11. April 1934 in Königsberg), Mathematiker und Hochschullehrer
- Inge Meyer (* 18. Januar 1929; † 12. November 2009 in Magdeburg), Schriftstellerin und Drehbuchautorin
- Johann Carl Christian Meyer (* 12. Juli 1799; † 30. März 1860 in Liegnitz), Philologe und Politiker
- Karl Meyer (* 21. Juni 1904; † 1967 in Bonn), Fotograf und Journalist
- Michael Meyer (* 7. April 1940; † 24. Januar 2022 in Los Angeles), US-amerikanischer Historiker
- Peter Meyer (* 11. Dezember 1935; † 15. Januar 2015 in Berlin), Politiker, Mitglied des Abgeordnetenhauses von Berlin
- Heinrich von Meyerinck (* 6. Dezember 1786; † 18. September 1848 in Stettin), Offizier und Oberforstmeister
- Luise Meyer-Schützmeister (* 20. Januar 1915; † 19. Januar 1981 in Chicago), deutsch-amerikanische Kernphysikerin
- Rudolf Michaelis (* 12. März 1902; † 22. Januar 1945 in München), nationalsozialistischer Politiker und Reichstagsabgeordneter
- Stephan Michme (* 4. März 1972), Moderator und Sänger
- Stefan Minkwitz (* 1. Juni 1968), Fußballspieler und -trainer
- Katja Mitteldorf (* 12. März 1985), seit 2014 Mitglied des Thüringer Landtags, Politikerin (Die Linke)
- Madeleine-Rita Mittendorf (* 2. Mai 1950), Politikerin der SPD
- Cläre Greverus Mjøen (* 1874; † 1963), deutsch-norwegische Übersetzerin
- Thomas Mohnike (* 1974), Skandinavist und Hochschullehrer
- Anke Möhring (* 28. August 1969), Schwimmerin
- Hans Moltkau (* 30. Juli 1911; † 24. Mai 1994 in Rottach-Egern), Dirigent und Komponist
- August Morgenstern (* 2. Dezember 1772; † 5. April 1844 in Magdeburg), Kaufmann und Abgeordneter
- Johanna Katharina Morgenstern (* 8. Mai 1748; † 11. September 1796 in Magdeburg), Schriftstellerin
- Karl Morgenstern (* 28. August 1770; † 15. September 1852 in Tartu), Philologe und Bibliothekar
- Marius Moritz (* 1990), Jazzmusiker
- Domenico Müllensiefen (* 1987), Autor
- Arno Müller (* 27. Mai 1897; † 20. November 1983 in Genf), Chemiker und Parfümeur
- Carl Friedrich Wilhelm Müller (* 22. Februar 1830; † 1. Juni 1903 in Breslau), Klassischer Philologe
- Christian Müller (* 21. Januar 1666; 17. April 1746 in Magdeburg), Rektor des Domgymnasiums Magdeburg
- Franz Otto Müller (* 10. Dezember 1883; † 29. Dezember 1961 in Berlin), Politiker, Mitglied des Abgeordnetenhauses von Berlin
- Hans Joachim Müller-Eberhard (* 5. Mai 1927; † 3. März 1998), deutsch-US-amerikanischer Immunologe und Hochschullehrer
- Hans Wolfgang Müller (* 16. August 1907; † 6. Februar 1991 in Tutzing), Ägyptologe und Hochschullehrer
- Iris Müller (* 11. September 1930; † 30. Januar 2011 in Stuttgart), römisch-katholische Theologin
- Michael Müller (* 31. März 1993), Kanute
- Stefan Martin Müller (* 1961), Kabarettist und Schauspieler
- Wilfried Müller (* 8. Mai 1931; † 15. November 1993), Generalmajor des Ministeriums für Staatssicherheit der DDR
- Rudolf Mundlos (* 12. Februar 1918; † August 1988 in Bad Friedrichshall), Journalist, Marketingmanager und Fossiliensammler
- Matthias Musche (* 18. Juli 1992), Handballspieler

## N
- Hermann Engelhard von Nathusius (* 9. Dezember 1809; † 29. Juni 1879 in Berlin), Zoologe und Mitbegründer der modernen Tierzucht
- Marie Nathusius geb. Scheele (* 10. März 1817; 22. Dezember 1857 in Neinstedt), Unterhaltungsschriftstellerin
- Martin Nathusius (* 8. März 1883; † 4. März 1941 in München), Offizier, Großindustrieller und NSDAP-Gauwirtschaftsberater im NS-Gau Magdeburg-Anhalt
- Werner Naumann (* 23. November 1896; † 14. Juni 1952 in Bremen), Direktor der Focke-Wulf-Flugzeugwerke in Bremen
- Friedrich August Neide (* 24. August 1781; † 28. Februar 1851 in Magdeburg), Arzt
- Johann Georg Christoph Neide (* 7. Juni 1756; † 30. November 1836 in Giebichenstein bei Halle (Saale)), Pädagoge, evangelischer Theologe und pädagogischer Schriftsteller
- Kathrin Neimke (* 18. Juli 1966), ehemalige Kugelstoßerin, Olympiasilber 1988 und Olympiabronze 1992
- Ernst Neubauer (* 7. Juli 1865; † 4. April 1934), Archivar und Bibliothekar
- Bert Neumann (* 9. November 1960; † 30. Juli 2015), Bühnen- und Kostümbildner
- Friedrich-Heinrich Neumann (* 3. Dezember 1924; † 3. Oktober 1959 in Münster), Musikwissenschaftler
- Josias Neumann (* 15. Januar 1782; † 25. Dezember 1855 auf Gut Marinowka in Zarskoje Selo), Jurist und Hochschullehrer, Staatsrat beim russischen Zaren
- Judit Neumann (* 28. Mai 1976), Juristin, Richterin am Bundessozialgericht
- Marco Neumann (* 1. März 1988), Ruderer
- Felix von Niemeyer (* 31. Dezember 1820; † 14. März 1871 in Tübingen), Mediziner, königlich württembergischer Leibarzt
- Felix von Niemeyer (* 1. April 1851; † 2. Oktober 1896 in Tübingen), Diplomat
- Paul Niemeyer (* 9. März 1832; † 24. Februar 1890 in Berlin), Mediziner
- Willi Nixdorf (* 15. August 1913; † 4. Dezember 1984 in Berlin), Maskenbildner
- Fritz Nobel (* 1. April 1912; † 20. Dezember 1941 in Krjukowo, UdSSR), NSDStB-Funktionär
- Karl Nohr (* 11. April 1905 in Fermersleben; † 28. April 1973 in Berlin), Politiker (KPD/SED)
- Theodor Nolte (* 3. Dezember 1848; † 11. Februar 1919 in Thale), Heimatforscher und Heimatdichter mit Arbeitsschwerpunkt in der Region um Thale
- Wolfgang Nolting (* 13. März 1944), Physiker
- Kathleen Nord (* 26. Dezember 1965; † 24. Februar 2022), Schwimmerin
- Martin Nordmann (* 11. November 1895; † 12. März 1980), Mediziner und Pathologe
- Henry Nordmeyer (* 2. Juli 1891; † 4. Oktober 1981 in Ann Arbor, Washtenaw, Michigan, USA), amerikanischer Philologe, Germanist und Hochschullehrer deutscher Abstammung
- Ana Nova (* 5. Juni 1975), Pornodarstellerin
- Leo Nowak (* 17. März 1929), römisch-katholischer Bischof von Magdeburg (1990–2004)
- Wilhelm Nultsch (* 20. März 1927; † 23. Mai 2011), Botaniker und Hochschullehrer
- Joseph Emil Nürnberger (* 25. Oktober 1779; † 6. Februar 1848 in Landsberg (Warthe)), Postbeamter, Mathematiker, Astronom und Schriftsteller.

## O
- Hermann Oberbeck (* 5. Oktober 1833; † 21. Mai 1894 in Weimar), Architekt und Eisenbahnbaumeister
- Albert Ochs (* 26. Juni 1823; † 14. Mai 1878 in Magdeburg), Maler und Fotograf
- Gustav Ochs (* 15. April 1825; † 7. November 1858 in Magdeburg), Landschaftsmaler der Düsseldorfer Schule
- Walter Oehmichen (* 30. Juli 1901; † 2. November 1977 in Augsburg), Schauspieler und Regisseur, Gründer des Marionettentheaters „Augsburger Puppenkiste“
- Manfred Oelsner (* 11. August 1932; † 2002 in Wernigerode), Lokalhistoriker
- Yul Oeltze (* 13. September 1993), Kanute
- Alexander Oelze (* 28. November 1983), Handballspieler
- Richard Oelze (* 29. Juni 1900; † 27. Mai 1980 in Gut Posteholz bei Hameln), Maler des Surrealismus
- Eberhard Oertel (* 13. April 1937; † 30. Januar 2019 in Kiel), Maler und Kunsterzieher
- Johann Friedrich August Olearius (* 28. Februar 1789 in Magdeburg; † 2. Dezember 1861 in Leipzig), Versicherungsunternehmer
- Margrit Olfert (* 10. Februar 1947 als Margrit Herbst), Weitspringerin und Mehrkämpferin
- Erich Ollenhauer (* 27. März 1901; † 14. Dezember 1963 in Bonn), Politiker (SPD), MdB, Vorsitzender der SPD und der SPD-Fraktion im Bundestag 1952–1963
- Carl Eduard Oppermann (* 14. Februar 1811; † unbekannt), Verwaltungsjurist und Politiker
- Paul Oppermann (* 5. Juni 1872; † 1944), Offizier Generalmajor der Reichswehr
- Johannes Orphal (* 11. Juli 1966), Physiker
- Georg Österreich (getauft 17. März 1664; † 6. Juni 1735 in Wolfenbüttel), Komponist
- Günter Otterpohl (* 31. Mai 1932; † 11. April 2005), Landtagsabgeordneter (CDU)
- Thomas Ottmann (* 15. Februar 1943), Informatiker und Hochschullehrer

## P
- Elise Paasche (* 15. Juni 1857; † 1943), Publizistin
- Ambrosius Pape (* 1553; † nach 1612), evangelischer Theologe und Dramatiker
- Mehmed Ali Pascha (* 18. November 1827 als Ludwig Karl Friedrich Detroit, † 7. September 1878), zum Islam konvertierter osmanischer Feldmarschall
- Friedrich Wilhelm Pax (* 6. März 1798; † 2. Juli 1867), Gymnasiallehrer und linksliberaler Politiker
- Helmut Peine (* 5. Mai 1902; † 28. August 1970 in Düsseldorf), Schauspieler und Synchronsprecher
- Arnold Pemmann (* 15. November 1942), Maler
- Heinrich Pera (* 1938; † 2. März 2004), katholischer Priester, Wegbereiter der Hospizbewegung in der DDR
- Gisela Perlet (* 29. Oktober 1942; † 24. Dezember 2010), Übersetzerin
- Mario Peters (* 7. April 1944), Pianist, Jazzmusiker und Komponist
- Reinhard Peters (* 1926; † 4. Juni 2008), Dirigent und Musiker
- Florian Philipp (* 24. Februar 1980), Politiker
- Julius Philippson (* 8. April 1894; † 1943), Lehrer, Sozialist und Widerstandskämpfer
- Arthur Piechler (* 27. März 1896; † 10. März 1974 in Landau an der Isar), Komponist und Organist
- Lorenz Piehl (* 1989), Filmregisseur und Drehbuchautor
- Max Pieper (* 9. April 1882; † 31. Mai 1941 in Berlin), Ägyptologe und Gymnasiallehrer
- Carl August Gottfried Pieschel (* 28. Juli 1751; † 6. April 1821 in London), Kaufmann und Stifter
- Günter Pilling (* 16. März 1918; † 2001 in Leipzig), Maler und Grafiker
- Christoph Wilhelm Rüdiger von Pirch (* 4. Mai 1767; † 3. Mai 1846 in Oels), preußischer Generalmajor
- Heinrich Friedrich von Platen (* 8. November 1728; † 19. Oktober 1783), Erb- und Gerichtsherr auf Rackith und Friedeburg sowie Domherr in Magdeburg
- Horst Platen (* 14. April 1884; † 14. Oktober 1964 in Feldafing, Bayern), Komponist, Dirigent und Theaterintendant, sowie Sendeleiter des NORAG-Nebensenders Hannover
- Jürgen Pohl (* 7. Januar 1964), Abgeordneter zum Bundestag für die AfD
- Annedore Policek (* 17. Januar 1935), Malerin
- Eugen Polte (* 12. Juli 1849; † 31. Mai 1911), Unternehmer, Rüstungsproduzent, Erfinder und Königlicher Kommerzienrat
- Henny Porten (* 7. Januar 1890; † 15. Oktober 1960 in Berlin), Schauspielerin und Filmproduzentin
- Henri Poschmann (* 30. April 1932; † 10. Juni 2022 in Weimar), Literaturwissenschaftler
- Stefanie Pötzsch (* 1977), politische Beamtin
- Werner Priegnitz (* 27. Juli 1896; † 17. Oktober 1979), Stadthistoriker und Kunstmaler
- Paul Prien (* 10. Januar 1885; † 26. Dezember 1958 in Karl-Marx-Stadt), Politiker (SPD/SED) und Zeitungsredakteur
- Menahem Pressler (* 16. Dezember 1923; † 6. Mai 2023 in London), Pianist; Gründer Beaux Arts Trio
- Wolfgang Promies (* 4. Januar 1935; † 25. Januar 2002 in Darmstadt), Germanist, Übersetzer und Schriftsteller
- Hermann Prübenau (* 6. November 1901; † 29. März 1979), Abgeordneter
- Gerhard Pusch (* 25. Januar 1940; † 17. November 2021), Chemiker und Hochschullehrer
- Sebastian Putz (* 22. März 1975), Ministerialbeamter und Staatssekretär in Sachsen-Anhalt

## R
- Hedwig Raabe (* 3. Dezember 1844; † 20. April 1905 in Berlin), Schauspielerin
- Friedrich Rabe (* 4. Dezember 1941), Landtagsabgeordneter
- Fritz Rabe (* 18. September 1884; † 30. Januar 1977 in Hamburg), Mediziner und Hochschullehrer für Innere Medizin
- Katja Rabe (* 13. August 1978), Triathletin
- Karl Raddatz (* 7. November 1904; † 12. Februar 1970 in Berlin), Antifaschist und Generalsekretär der VVN
- Erich Rademacher (* 9. Juni 1901; † 2. April 1979 in Stuttgart), Schwimmsportler
- Joachim Rademacher (* 20. Juni 1906; † 21. Oktober 1970 in Dortmund), Schwimmer und Wasserballspieler
- Konrad Raiser (* 25. Januar 1938), Theologe
- Christoph Ludwig Raschen (* 30. Dezember 1584; † 12. November 1645 in Bremen-Walle), Ritter, Offizier und Diplomat
- Oswald Rathmann (* 7. Mai 1901; † 15. September 1957 in Mähringen), Heimatdichter
- Klaus Rauber (* 13. Juli 1940; † 31. März 2017), Politiker (CDU)
- Albert Reble (* 20. August 1910; † 29. September 2000 in Würzburg), Pädagoge
- Karl-Heinz Reck (* 14. Februar 1949), Politiker
- Frédéric Reclam (* 10. Februar 1734; † 4. April 1774 in Berlin), Maler und Zeichner
- Thilo Reffert (* 13. Juli 1970), Schriftsteller
- Hans-Joachim Rehberg (* 13. Januar 1924), Mediziner und Hochschullehrer
- Annemarie Rehfeldt (* 4. August 1921; † 14. Oktober 2019 in Suhl), Textilgestalterin
- Konrad Reich (* 29. Juni 1928; † 13. Januar 2010 in Güstrow), Autor und Verleger
- Hermann Paul Reichardt (* 27. November 1885; † Februar 1962), Politiker, Landrat des Landkreises Wernigerode
- Horst Reinecke (* 29. September 1913; † 6. Januar 1984 in Karl-Marx-Stadt), Dramaturg, Regisseur und Schauspieler
- Luise Reinhardt (Pseudonym Ernst Fritze) (* 31. Mai 1807; † 24. Oktober 1878 in Merseburg), Schriftstellerin
- Günter Reinke (* 24. Juli 1946), ehemaliger Fußballtrainer
- Otto von Reinsberg (* 12. Mai 1823; † 26. Oktober 1876 in Stuttgart), Historiker, Sprach- und Kulturwissenschaftler
- Horst Reipsch (* 22. Mai 1925; † 13. Juli 2015 in Taufkirchen), Jazz- und Unterhaltungsmusiker, Schlagerkomponist (Gitarren klingen leise durch die Nacht)
- Bernd Reisener (* 5. Oktober 1950), Landtagsabgeordneter (CDU)
- Hans Joachim Reiss (* 11. Juni 1918; † 22. Februar 1985), Pathologe und Hochschullehrer
- Harro Remmert (* 7. Januar 1943), Jockey und Galopptrainer
- August von Renthe-Fink (* 25. September 1835; † 4. Oktober 1896 in Charlottenburg), preußischer Generalleutnant, Vorsitzender des Kyffhäuserbundes
- Emmy von Rhoden (* 15. November 1829 als Emilie Auguste Karoline Henriette Kühne; † 7. April 1885 in Dresden), Schriftstellerin (Trotzkopf)
- August Ferdinand Ribbeck (* 13. November 1790; † 14. Januar 1847 in Venedig), Gymnasialdirektor am Gymnasium zum Grauen Kloster in Berlin
- Manfred Richter (* 3. Januar 1944; † 20. April 2012 in Berlin), Schauspieler
- Renate Richter (* 28. April 1938), Schauspielerin
- Rich Richter (* 4. Februar 1937), Modefotograf der Nachkriegszeit
- Markus Richwien (* 5. Juli 1985), Handballspieler
- Petra Riedel (* 17. September 1964), Schwimmerin
- Waldemar Riemann (* 4. Juni 1874; † 19. Oktober 1952 in Magdeburg), Schwimmer
- Markus Rindt (* 1967), Hornist, Intendant und Mitbegründer der Dresdner Sinfoniker
- Max Ritter (* 7. November 1886; † 24. Mai 1974 in Jenkintown/USA), Schwimmer und Gründungsmitglied des internationalen Schwimmverbands FINA
- Walter Röber (* 16. September 1894; † 5. Oktober 1964 in Berlin), Gewerkschafter, Politiker (SPD), Bezirksbürgermeister von Berlin-Wedding
- Paul Rohde (* 2. Juli 1878; † 17. April 1941 in Garmisch-Partenkirchen), Unternehmer in der Montanindustrie
- Udo Röhrig (* 2. Juni 1943), Handballspieler und -trainer
- Herbert Röller (1927–2019), Genetiker
- Maria Römer-Krusemeyer (* 16. November 1894; † 20. September 1964 in Münster), Autorin
- Marie Rönnebeck (* 1981), Schauspielerin
- Kristian Ronneburg (* 22. Oktober 1986), Politiker (Die Linke)
- Robert Röpner, später Sir Robert Ropner (* 16. Dezember 1838; † 26. Februar 1924), Reederei- und Schiffbau-Unternehmer in Großbritannien (Ropner Shipping Company, Ropner Shipbuilding)
- Willy Rosen (* 18. Juli 1894 als Wilhelm Julius Rosenbaum; † 28. Oktober 1944 (nach anderen Angaben: 30. September 1944) in Auschwitz), Pianist, Komponist, Textdichter, Humorist
- Elisabeth Rosenthal (* 11. Mai 1827; † 16. April 1891 in Magdeburg), Gründerin der ersten privaten höheren Mädchenschule in Magdeburg
- Hermann Rosenthal (* 18. Januar 1837; † 11. Juni 1896), Schriftsteller und Bühnenautor in Berlin
- Wolfgang Roßdeutscher (* 1945), Steinmetz und Steinbildhauer
- Ottomar Rothmann (* 6. Dezember 1921; † 14. Dezember 2018 in Weimar), Widerstandskämpfer gegen das NS-Regime
- Nomi Rubel (* 31. Januar 1910 als Senta Petzon; † 11. September 1996 in New York), Schriftstellerin, Theaterleiterin, Theaterregisseurin
- Ernst Rubo (* 18. Juli 1916; † nach 1991), Ingenieur und Hochschullehrer
- Andreas Rudolph, auch Rudolphi, Rudolf oder Rudolff, (* 16. Oktober 1601; † 14. Dezember 1679 in Gotha), Architekt, Bibliothekar und Mathematiker
- Ernstpeter Ruhe (* 31. Dezember 1939), Romanist
- Heidrun Rueda (* 17. August 1963), Malerin

## S
- Horst Sachs (* 27. März 1927; † 25. April 2016), Mathematiker und Hochschullehrer
- Karl Sachs (* 31. März 1829; † 1. August 1909 in Brandenburg an der Havel), Romanist, Lexikograph und Pädagoge
- Hans Sachtleben (* 24. Juni 1893; † 5. April 1967 in Berlin), Zoologe
- Friedrich Samuel Gottfried Sack (* 4. September 1738; † 2. Oktober 1817 in Berlin), reformierter Theologe
- Lutz Salzmann (* 1958), Schauspieler
- Johannes Sass (* 5. Mai 1897, † 1972 in Hannover), Maler
- Renate Sattler (* 8. Oktober 1961), Schriftstellerin
- Klaus Schäfer (* 1930), Agrarwissenschaftler und Hochschullehrer, Rektor der TU Hannover
- Friedrich Wilhelm von Schaeffer (* 3. August 1839; † 17. Juni 1916 in Nöbdenitz), königlich preußischer Generalmajor
- Ekkehard Schall (* 29. Mai 1930; † 3. September 2005 in Berlin), Schauspieler und Theaterregisseur
- Frank Schauer (* 2. April 1989), Langstreckenläufer, Deutscher Meister im Marathon
- Delphine von Schauroth (* 13. März 1813; † 1887 in München), Pianistin und Komponistin
- Martin Schede (* 20. Oktober 1883; † Februar 1947 in Gomlitz), Archäologe
- Rainer Schedlinski (* 11. November 1956; † 6. September 2019 in Berlin), Lyriker und Essayist
- Karl Scheele (* 31. Mai 1810; † 24. März 1871 in Wernigerode), evangelisch-lutherischer Theologe und Lehrer
- Ronald M. Schernikau (* 11. Juli 1960; † 20. Oktober 1991 in Berlin), Schriftsteller
- Hermann Schiering (* 27. April 1884; † 16. Oktober 1944 in Brandenburg-Görden), Widerstandskämpfer
- Helmke Schierhorn (* 13. Oktober 1934; † 10. August 1986 in Magdeburg), Anatom und Neurobiologe
- Hans Schildmacher (* 13. März 1907; † 3. September 1976), Zoologe, Ornithologe und Hochschullehrer
- Bernd Schildt (* 11. September 1948), Rechtswissenschaftler und Hochschullehrer
- Hans Günther Bruno von Schimpff (1845–nach 1919), sächsischer Oberstleutnant und Kammerherr im Herzogtum Anhalt
- Cordia Schlegelmilch (* 1952), Soziologin, Autorin und Fotografin
- Max A. Schleyer (* 1. Januar 1907; † 26. März 1977 in Magdeburg), Schauspieler und Regisseur
- Michael Schlickum (* 12. Februar 1971), Radrennfahrer
- Leopold von Schlieben (* 23. Februar 1723; † 16. April 1788 in Königsberg), preußischer Etatsminister
- Albrecht von Schlieckmann (* 28. August 1835; † 15. Mai 1891 in Königsberg), Oberpräsident von Ostpreußen
- Friedrich Schlitte (* 14. Oktober 1820; † nach 1876), Metallgraveur, Holzstecher und Unternehmer
- Kurt Schmeisser (* 18. August 1889; † 16. Juni 1958 in Hannover), Landrat in Hirschberg, Regierungsvizepräsident in Lüneburg
- Marcel Schmelzer (* 22. Januar 1988), Fußballspieler
- Albert Schmidt (* 20. März 1802; † 11. September 1881), Unternehmer
- Albert Schmidt (* 2. März 1858; † 15. Oktober 1904 in Bielefeld), sozialdemokratischer Politiker
- Anna Schmidt (* 24. November 1894; † nach 1947), Politikerin und Abgeordnete (USPD, KPD, SED)
- Bernhard Schmidt (* 20. Mai 1906; † 23. September 2003 in Esslingen am Neckar), Arzt, Hygieniker und Hochschullehrer
- Ernst Alexander Schmidt (* 25. Oktober 1801; † 20. Mai 1857 in Berlin), Historiker und Hochschullehrer
- Gustav Schmidt (* 12. August 1844; † 13. November 1901 in Magdeburg), Zuckerfabrikant und Kaufmann
- Gustav Schmidt (* 1996), Schauspieler
- Jan Wenzel Schmidt (* 8. Oktober 1991), Politiker (AfD), Mitglied des Landtags von Sachsen-Anhalt
- Karl Schmidt (* 6. Dezember 1902; † 3. Mai 1945 in der Lübecker Bucht), Widerstandskämpfer gegen den Nationalsozialismus
- Lars Peter Schmidt (* 14. Juli 1967; † 6. Januar 2017), leitender Mitarbeiter der Konrad-Adenauer-Stiftung
- Paul Schmidt (* 24. Mai 1856; † 15. November 1928 in Magdeburg), Unternehmer und Mitglied des Deutschen Reichstags
- Wieland Schmidt (* 23. Dezember 1953), Handballtorhüter, Olympiasieger, 3 × Handballer des Jahres
- Petra Schmidt-Schaller (* 28. August 1980), Schauspielerin
- Max Schneck (* 5. Juli 1861; † unbekannt), Architekt
- Gerhard Schneider (* 13. Oktober 1913; † 21. September 2000 in Euskirchen), SS-Hauptsturmführer
- Gustav Schneider (* 24. Dezember 1857; † 24. Dezember 1931 in Tübingen), Verwaltungsjurist, Regierungspräsident in Schleswig
- Klaus Schneider (* 16. September 1950), Bundestrainer der Frauen im Kugelstoßen
- Ludwig Schneider (* 1941; † 3. November 2018 in Jerusalem), Journalist
- Hans-Helmut Schnelle (* 28. Mai 1913; † 16. Mai 1974 in Halle a. S.), Chirurg und Orthopäde, Hochschullehrer in Rostock und Halle
- Paul Schobelt (* 9. März 1838; † 3. Mai 1893 in Breslau), Historien- und Porträtmaler
- Christian Scholl (* 1971), Kunsthistoriker
- Klaus Scholtz (* 22. März 1908; † 1. Mai 1987 in Bad Schwartau), U-Boot-Fahrer im Zweiten Weltkrieg und Kapitän zur See der Bundesmarine
- Margarete Schön (* 7. April 1895; † 26. Dezember 1985 in West-Berlin), Schauspielerin und Synchronsprecherin
- Günter Schöne (* 19. Juni 1904; † 6. Februar 1986), Dramaturg, Theaterwissenschaftler und Museumsdirektor
- Christian Stephan von Schöning (* 27. August 1751; † 30. Oktober 1802 in Morrn), Offizier, Jurist und Landrat
- Manfred Schoof (* 6. April 1936), Jazztrompeter
- Johann Christoph Schrader (* 2. April 1683; † 30. Juni 1744 in Berlin), Apotheker und Kaufmann in Berlin
- Karl-Heinz Schramm (* 17. Mai 1935; † 5. März 2015), Richter am Bundesgerichtshof
- Walther Schrauth (* 20. Februar 1881; † 1. Mai 1939) Chemiker, Hochschullehrer und Unternehmer
- Paul Schreiber (* 22. März 1855; † 29. August 1920 in Magdeburg), Geheimer Sanitätsrat, Schularzt und bekannter Augenarzt
- Wolfgang Schreyer (* 20. November 1927; † 14. November 2017 in Ahrenshoop), Schriftsteller
- Willy Schröder (* 7. März 1912; † 28. September 1990 in Gersfeld (Rhön)), Leichtathlet
- Johann Heinrich Schubert (* 27. Februar 1692; † 1757 in Zossen), pietistischer Prediger in Ebersdorf und Potsdam, Superintendent in Zossen
- Wilhelm Schubert (* 8. Februar 1917; † 12. Januar 2006), SS-Oberscharführer und Blockführer im KZ Sachsenhausen
- Otto von Schubert (* 30. März 1886; † 1971), Marineoffizier und Direktor der deutschen Seewarte
- Paul Schulte (* 14. Mai 1895; † 7. Januar 1974 in Namibia), Ordensgeistlicher, Autor und Gründer der MIVA
- Michael Schultz (* 1945), Humanmediziner und Anthropologe, Hochschullehrer
- Robert Schultze (* 20. März 1828; † 13. Februar 1910 in München), Landschaftsmaler der Düsseldorfer Schule
- Siegmar von Schultze-Galléra (* 6. Januar 1865; † 15. September 1945 in Nietleben), Schriftsteller und Heimatforscher
- Hugo Schulz (* 6. Dezember 1898; † 22. September 1968 in Letmathe), Politiker, Mitglied des Landtags von Nordrhein-Westfalen
- Karl Schulz (* 12. Juli 1908; † 18. April 1988 in Bremen), Polizeibeamter, Leiter des Landeskriminalamts Bremen
- Patrick Schulz (* 30. September 1988), Handballtorwart
- Günter Schulze (* 18. Februar 1933; † 26. Juli 2010 in Bremen), Manager
- Hans Schulze (* 25. August 1911; † 26. Januar 1992 in Wuppertal), Wasserballspieler, Olympiateilnehmer und Trainer
- Mathias Schulze (* 8. Oktober 1983), Leichtathlet der Wurfdisziplinen im Behindertensport
- Patrick Schulze (* 2. Januar 1973), Kanusportler, Medaillengewinner bei Europa- und Weltmeisterschaften
- Werner Schulze (* 26. September 1934; † 10. Januar 2004 in Kesselsdorf), Militärwissenschaftler und General der NVA der DDR
- Wilhelm Schulze (* 22. Dezember 1886 in Westerhüsen; † 11. Oktober 1971 in Schönebeck, Elbe), Heimatforscher und Kommunalpolitiker
- Otto Schulze-Köln (1863–nach 1929), Kunst- und Architekturkritiker sowie Direktor der Handwerker- und Kunstgewerbeschule Elberfeld
- Maximilian Schumann (* 26. Juni 1827; 5. September 1889 in Schierke), preußischer Ingenieuroffizier
- Benjamin Schüßler (* 4. Mai 1981), Fußballspieler
- Hans-Jörg Schuster (* 1. Mai 1953), Landtagsabgeordneter (FDP)
- Hans P. H. Schuster (* 11. November 1928; † 30. August 2010 in Magdeburg) Unternehmer, Denkmalpfleger und FDP-Politiker
- Johann Joachim Schwabe (* 29. September 1714; † 12. August 1784 in Leipzig), Gelehrter, Bibliothekar, Philosoph und Übersetzer
- Ernst Schwartzkopff (* 28. Mai 1852; † 24. Oktober 1904 in Berlin-Lichterfelde), Architekt
- Louis Schwartzkopff (* 5. Juni 1825; † 7. März 1892 in Berlin), Unternehmer und Gründer der Berliner Maschinenbau AG
- Philipp Schwartzkopff (* 21. Oktober 1858; † 30. Mai 1914 auf Schloss Konbrutz), preußischer Verwaltungsjurist
- Ferdinand Schwarz (* 23. November 1808; † 22. April 1866 in Berlin), Architekt, Bauingenieur und Hochschullehrer
- Heiner Schwarzberg (* 1974), Archäologe
- Felix-Benjamin Schwermer (* 9. August 1987), Fußballschiedsrichter
- Kristin Schwietzer (* 1982), Fernsehjournalistin
- Berent Schwineköper (* 8. November 1912; † 8. März 1993 in Freiburg im Breisgau), Archivar und Historiker
- Max Seeboth (* 14. März 1904; † 14. November 1967 in Washington DC), Komponist und Musikpädagoge
- Paul Seguin (* 29. März 1995), Fußballspieler
- Ulrich Seidel (* 27. Mai 1954), Landtagsabgeordneter (CDU)
- Hans Seiffert (* 17. Januar 1898; † 24. Juli 1964 in Leipzig), Übersetzer literarischer Werke und Autor
- Ingeborg Seitz (* 18. Mai 1924; † 25. Oktober 2006 in Braunschweig), Lehrerin und Politikerin (CDU), Abgeordnete des Hessischen Landtags
- Robert Seitz (* 28. September 1891; † 22. April 1938 in Lörrach), Schriftsteller
- Franz Seldte (* 29. Juni 1882; † 1. April 1947 in Fürth), Mitbegründer des Stahlhelm, Bund der Frontsoldaten, NSDAP-Politiker und Reichsarbeitsminister
- Klaus-Jürgen Sembach (* 15. April 1933; † 29. März 2020 in Berlin), Ausstellungsarchitekt
- Alfred Seppelt (* 12. Juli 1929; † 21. Oktober 2015 in Berlin), Unternehmer und Schachfunktionär
- Erich Sichting (* 13. März 1896; † 6. September 1946 in Magdeburg), KPD-Politiker und Sportfunktionär
- Heinrich Wilhelm Siedentopf (* 11. August 1901; † 12. Juni 1986 in Düsseldorf), Gynäkologe und Hochschullehrer
- Horst H. Siedentopf (* 4. Mai 1941; † 19. Dezember 2017), Manager und Wirtschaftswissenschaftler
- Silvia Siefert (* 19. Juli 1953), Handballspielerin
- Carl Sieg (* 4. August 1784; † 13. April 1845 in Magdeburg), Maler und Lithograf
- Carl Gustav Adolf Siegfried (* 22. Januar 1830; † 9. Januar 1903 in Jena), evangelischer Theologe
- Tim Siersleben (* 9. März 2000), Fußballspieler
- Georg Ludwig Peter Sievers (* 1775; † 1830), Musikschriftsteller
- Hans Silberborth (* 30. Januar 1887; † 9. Oktober 1949 in Nordhausen), Historiker und Archivar
- Kurt Singer (* 18. Mai 1886; † 10. Februar 1962 in Athen), Philosoph und Wirtschaftswissenschaftler
- Hans von Sommerfeld (* 7. Januar 1888; † 10. Januar 1961 in Rheine), Generalleutnant der Wehrmacht
- Richard Sontag (* 6. Februar 1835; † 26. März 1910 in Karlsruhe), Rechtswissenschaftler
- Arthur Spanier (* 17. November 1889; † 30. März 1944), Judaist
- Friedrich Spielhagen (* 24. Februar 1829; † 25. Februar 1911 in Berlin), Schriftsteller
- Friedrich Spielhagen (* 20. Oktober 1864; † 30. April 1931 in Kronberg im Taunus), Sanitätsrat in Kronberg im Taunus und Leibarzt der Kaiserin Victoria
- Hans-Arthur Spieß (* 8. September 1910; † 13. Juli 1979 in Bahrendorf), Lehrer, Maler, Graphiker und Kupferstecher
- Monika Spiess (* 12. Februar 1942), Bildhauerin
- Georg Spohr (* 24. Januar 1951), Steuermann im Rudern, Olympiasieger 1976 und 1980 im Zweier mit Steuermann
- Ingrid Spors (* 1. April 1938), Landtagsabgeordnete (DVU)
- Moritz Sprenger (* 22. Februar 1995), Fußballspieler
- Herbert Städtke (* 17. März 1931; † 11. Januar 2008 in Rostock?), Konteradmiral der Volksmarine, Kommandeur der Grenzbrigade Küste
- Günter Stahn (* 2. Mai 1939; † 1. Dezember 2017), Architekt und Stadtplaner
- Friedrichfranz Stampe (* 10. April 1897; † 22. April 1959 in Köln), Schauspieler, Theaterregisseur, Dramaturg und Intendant
- Hans Standhardt (* 21. Februar 1928; † 22. Februar 2017 in Magdeburg), Motorenentwickler
- Hermann Carl Starck (* 7. Juni 1891; † 5. Mai 1974 in Berlin), Chemieunternehmer und Mäzen
- Franziska Stawitz (* 9. August 1980), Radiojournalistin
- Werner Steffens (* 9. März 1937; † 1. November 2018 in Braunschweig), Kommunalpolitiker (SPD)
- Hans Wilhelm Stein (* 15. Oktober 1875; † 29. Oktober 1944 auf Burg Saaleck), Schriftsteller
- Till Steinforth (* 11. Juni 2002), Zehnkämpfer
- Gerhard Steinig (* 3. Januar 1913; † 2. Januar 1937 in Teruel, Spanien), Widerstandskämpfer gegen den Nationalsozialismus
- Gustav Steltzer (* 4. Februar 1823; † 24. Februar 1893 in Frankfurt am Main), preußischer Richter und Politiker
- Robert Adolf Stemmle (* 10. Juni 1903; † 24. Februar 1974 in Baden-Baden), Autor, Regisseur und Produzent.
- Friedrich Wilhelm von Steuben (* 17. September 1730; † 28. November 1794 in Utica (New York), heute Oneida County (New York)), US-amerikanischer General
- Christoph Stier (* 7. Januar 1941; † 14. Februar 2021 in Rostock), Theologe und Pfarrer, Landesbischof der Evangelisch-Lutherischen Landeskirche Mecklenburgs
- Gothart Stier (* 27. Juni 1938; † 2. März 2023 in Leipzig), Lied- und Oratorien-Sänger, Kirchenmusiker, Dirigent
- Klaus Storkmann (* 1976), Offizier und Historiker
- Theodor Ferdinand von Stosch (* 6. Juni 1784; † 24. August 1857 in Berlin), Generalleutnant
- Manon Straché (* 27. März 1960), Schauspielerin
- Adolf Strewe (* 22. Juni 1891; † 1. September 1963 in Egeln), evangelischer Theologe
- Georg Adam Struve (* 27. September 1619; † 15. Dezember 1692 in Jena), Rechtswissenschaftler
- Theodor von Sulzer (* 31. Juli 1801; † 18. November 1887 in Berlin), preußischer Unterstaatssekretär
- Wolfgang Süß (* 10. Februar 1940), Pharmazeut und Politiker, Mitglied des Sächsischen Landtages
- Philipp-André Syring (* 12. November 1996), Ruderer

## T
- Joachim Tappe (* 5. März 1942; † 25. Juni 2012 in Witzenhausen), Mitglied des Deutschen Bundestags 1990–2002
- Georg Philipp Telemann (* 24. März 1681; † 25. Juni 1767 in Hamburg), Komponist
- Gustav Wilhelm Teschner (* 26. Dezember 1800; † 7. Mai 1883 in Dresden), Komponist
- Dörthe Tetzlaff (* 1974), Hydrologin und Hochschullehrerin für Ökohydrologie
- Wilhelm Teubert (* 1885; † Oktober 1944), Schiffbauingenieur, Betonschiff- und Windkraftradbauer
- Wilhelm Thal (* 30. Juni 1933; † 3. Februar 2019), Arzt
- Wolfgang Thal (* 30. Mai 1924; † 10. Juni 2006), Schauspieler, Film- und Synchronregisseur
- Christoph Theuerkauf (* 13. Oktober 1984 in Magdeburg), Handballspieler
- Heinz Thiel (* 10. Mai 1920; † 9. März 2003 in Potsdam), Filmregisseur
- Dirk Thielecke (* 1. September 1979), Thaiboxer
- Wilhelm Thierkopf (* 5. Februar 1860; † 11. April 1938 in Magdeburg), Politiker (DVP)
- Horst-Dieter Tietz (* 26. Februar 1937), Ingenieurwissenschaftler, Hochschullehrer und -rektor
- Maria Catharina Tismar geb. Harder (* 13. Juli 1764; † 12. März 1846 in Magdeburg), Stiftungsgründerin
- Gustav Toepke (* 26. März 1841; † 28. Juni 1899 in Heidelberg), Jurist und Historiker
- Ulrich Trenckmann (* 1951), Psychiater und Psychotherapeut
- Henning von Tresckow (* 10. Januar 1901; † 21. Juli 1944 in Ostrów bei Białystok, Polen), Generalmajor der deutschen Wehrmacht, tätig im militärischen Widerstand gegen Hitler
- Albert Treuding (* 18. August 1805; † 23. Oktober 1874 in Ballenstedt), Wasserbauingenieur und Hochschullehrer
- Heiko Triepel (* 27. Juli 1965), Handballspieler und Handballtrainer
- Lothar von Trotha (* 3. Juli 1848; † 31. März 1920 Bonn), preußischer General der Infanterie; Kommandeur der Schutztruppe in Südwestafrika beim Aufstand der Herero und Nama und dem Völkermord an diesen
- Axel Tyll (* 23. Juli 1953), Fußballspieler

## U
- Jürgen Ude (* 1958), Ingenieur, Unternehmer und politischer Beamter
- Friedrich Carl Untucht (* 10. Mai 1870; † 2. Februar 1939 in Braunlage), Unternehmer

## V
- Anna Vivanti-Lindau, geb. Lindau (* 1828; † 31. Januar 1880 in Mailand) Salonnière, Schriftstellerin und Übersetzerin
- Hugo Vogel (* 15. Februar 1855; † 26. September 1934 in Berlin), Maler
- Sebastian Vogel (* 1971), Musiker und Performer
- Eberhard Voigt (* 5. Januar 1938), Industrie-Designer
- Brigitte Voigt (* 1934; † 28. März 2025), Fotografin und Redakteurin
- Ina Voigt (* 29. Januar 1965), Theaterfotografin und -autorin
- Richard Voigtel (* 31. Mai 1829; † 28. September 1902 in Köln), Architekt und Kölner Dombaumeister, unter seiner Leitung wurde der Kölner Dom vollendet
- August Volz (* 27. Februar 1851; † 20. Juni 1926 in Riga), Bildhauer
- Egon Voss (* 7. November 1938), Musikwissenschaftler und Richard Wagner-Forscher
- Georg Voß (* 5. September 1854; † 1932), Kunsthistoriker und Denkmalpfleger
- Georg Voß (* 29. Januar 1920; † 13. April 2004), Manager, Vorstandsvorsitzender
- Wilhelm von Voss (* 6. Dezember 1784; † 13. Mai 1818 in Höhscheid/Solingen), preußischer Verwaltungsbeamter

## W
- Joachim Wächter (* 30. April 1926; † 7. Oktober 2017 in Greifswald), Archivar und Historiker
- Günther Wackernagel (1916 – 2001), antifaschistischer Widerstandskämpfer und in der DDR führender Mitarbeiter der Kriminalpolizei
- Horst Wagner (* 1. November 1947), Radsportler
- Ernst Wahle (* 25. Mai 1889; † 21. Januar 1981 in Heidelberg), Prähistoriker
- Herbert Wahrendorf (* 29. August 1919; † 21. Februar 1993 in Vogelsang bei Gommern), Pädagoge, Sportler und Sportfunktionär
- Karl Wallenda (* 21. Januar 1905; † 22. März 1978 in San Juan, Puerto Rico), Zirkusakrobat und Hochseilartist
- Camillo Walzel (* 11. Februar 1829; † 17. März 1895 in Wien), Librettist, künstlerischer Direktor des Theaters an der Wien
- Florian Warweg (* Juli 1979), Journalist und Autor
- Nick Weber (* 1. Februar 1991), Handballtorwart
- Thomas Weber (* 20. März 1952), Prähistoriker
- Thomas H. Weber (* 1960; † 2006 in Berlin), Maler und Grafiker
- Edgar Wedepohl (* 9. September 1894; † 17. März 1983 in Berlin), Architekt und Bauforscher
- Arnold Oskar Weichsel (* 7. Mai 1835; † 18. April 1919), Reichsgerichtsrat
- Gerhard Weidner (* 15. März 1933; † 25. September 2021 in Salzgitter), Leichtathlet und Olympiateilnehmer
- Robert Weimann (* 18. November 1928; † 9. August 2019 in Bernau bei Berlin), Anglist sowie Theater- und Literaturwissenschaftler
- Erich Weinert (* 4. August 1890; † 20. April 1953 in Berlin), Schriftsteller
- Johann Christoph Weinschenk (* 1722; † 1804), Mediziner
- Ferdinand Weiß (* 10. August 1814; † 23. Januar 1878 in Berlin), Porträt-, Miniatur- und Genremaler, Zeichner, Stahlstecher und Illustrator der Düsseldorfer Schule
- Karl-Heinz Weiß (* 8. Dezember 1920; † 28. November 2007 in Berlin), Schauspieler
- Stefan Weise (* 1983), Altphilologe
- Theodor Weishaupt (* 8. April 1817; † 5. April 1899 in Berlin), Bauingenieur
- Wilhelm Weitling (* 5. Oktober 1808; † 25. Januar 1871 in New York), frühsozialistischer Schriftsteller und Propagandist
- Karl Ludwig von Weitzel (* 23. September 1821; † 16. Februar 1881 in Osterwein), ostpreußischer Rittergutsbesitzer und Politiker
- Dorrit Weixler (* 18. Dezember 1888; † 30. November 1916 in Gütergotz), Stummfilmschauspielerin
- Hans-Jürgen Wende (* 5. März 1926; † 4. November 2012), Handballspieler
- Kurt Wendler (* 20. Juni 1893; † 13. Juni 1980 in Bad Nauheim), Grafiker, Maler und Fotograf
- Walter Wenghöfer (* 6. Oktober 1877 in Magdeburg; † 1. Oktober 1918 in Magdeburg), Dichter des Symbolismus
- Erna Wenk (* 28. Dezember 1893; † 1973 in Magdeburg), Politikerin (DDP, LDP) und Landtagsmitglied in Sachsen-Anhalt und Stadträtin in Magdeburg
- Ferdinand Wilhelm Wiko von Werder (* 14. Juni 1785 in Magdeburg; † 15. Juni 1861 in Berlin), Generalleutnant
- Richard Wernecke (* 17. September 1881; † 17. Oktober 1934 in Trier), Damenschneider, sozialdemokratischer Partei- und Arbeitersportfunktionär
- Curt Wesse (* 21. April 1884; † 2. Juni 1946 auf Schloss Schwöbber), Schriftsteller, Dichter, Drehbuchautor und Dokumentarfilm-Regisseur
- Franz West, geboren als Franz Weintraub (* 24. Dezember 1909; † 1984 in Wien), österreichischer Politiker und Publizist
- Verena Wicke-Scheil (* 4. Juli 1956), Politikerin
- Albert Wiedmann (* 13. April 1901; † 19. September 1970 in Wien), österreichischer Dermatologe
- Bennet Wiegert (* 25. Januar 1982), Handballspieler
- Ingolf Wiegert (* 3. November 1957), Handballspieler
- Philip Wiegratz (* 17. Februar 1993), Schauspieler
- Heinz Wiese (* 16. September 1927), Journalist und ehemaliger Chefredakteur der Volksstimme
- Henning Wilcke (* 19. September 1907; † 4. November 2002), Generalmajor der Luftwaffe der Bundeswehr, Angehöriger der Organisation Gehlen
- Bruno Wille (* 6. Februar 1860; † 31. August 1928 auf Schloss Senftenau in Aeschach), Prediger, Philosoph, Journalist und Schriftsteller
- Friedrich Philipp Wilmsen (* 23. Februar 1770; † 4. Mai 1831 in Berlin), reformierter Theologe und Pädagoge
- Holger Winselmann (* 11. November 1963), Handballspieler
- Gustav Winter (* 11. Mai 1882; † 30. Oktober 1936 in Halle), Politiker und Autor
- Günther Wirth (* 9. April 1923; † 14. März 2015 in Stuttgart), Kunstkritiker und Kurator
- Curt Wittenbecher (* 1. August 1901; † 2. Januar 1978 in Bremen), Maler, Zeichner, Graphiker
- Rudolf Ernst Wolf (* 26. Juli 1831; † 20. November 1910 in Magdeburg), Industrieller
- Siegmund A. Wolf (* 15. Juni 1912; † 18. November 1987 in Lünen), Sprachwissenschaftler, Germanist, Jiddist und Lexikograph
- Bernd Wolff (* 12. September 1939), Pädagoge und Schriftsteller
- Hans Wolff (* 19. Dezember 1863; † 10. März 1942 in Gießen), Verwaltungsjurist, Kreisdirektor des Kreises Worms
- Friedrich Ernst Wolfrom (* 9. April 1857; † 11. Juli 1923 in Berlin), Historienmaler
- Albert Wolter (* 19. März 1893; † 5. Juli 1977 in Marbach SG, Schweiz), Immobilienmakler, Mitbegründer des Ring Deutscher Makler
- Matthias Wrede (* 10. November 1614; † 23. Januar 1678 in Magdeburg), Kaufmann und Begründer der Wredeschen Armenstiftung
- Ulrich Wüst (* 12. Mai 1949), Fotograf
- Eva Wybrands (* 5. September 1951), Politikerin (CDU)

## Z
- Dieter Zahn (* 8. Februar 1940), Kontrabassist
- Robert Zander (* 26. Juli 1892; † 8. Mai 1969 in Berlin), Botaniker und Gartenbauwissenschaftler
- Georg Zehle (* 21. September 1882 in Magdeburg; † 12. Februar 1945 ebenda), Politiker (DVP), Stadtrat in Magdeburg
- Hermann Zemlin (* 27. März 1941 in Magdeburg; † 4. Juli 2023 in Bonn), Ministerialbeamter
- Erich Zorn (* 21. März 1898; † 9. Februar 1996 in Ettlingen), Ingenieur
- Heinrich Zschokke (* 22. März 1771; † 27. Juni 1848 in Aarau), Schriftsteller, Pädagoge
- Johann Christian von Zweiffel (* 8. Januar 1745; † 13. August 1817 in Potsdam), preußischer Generalmajor